# Andrew Johnson

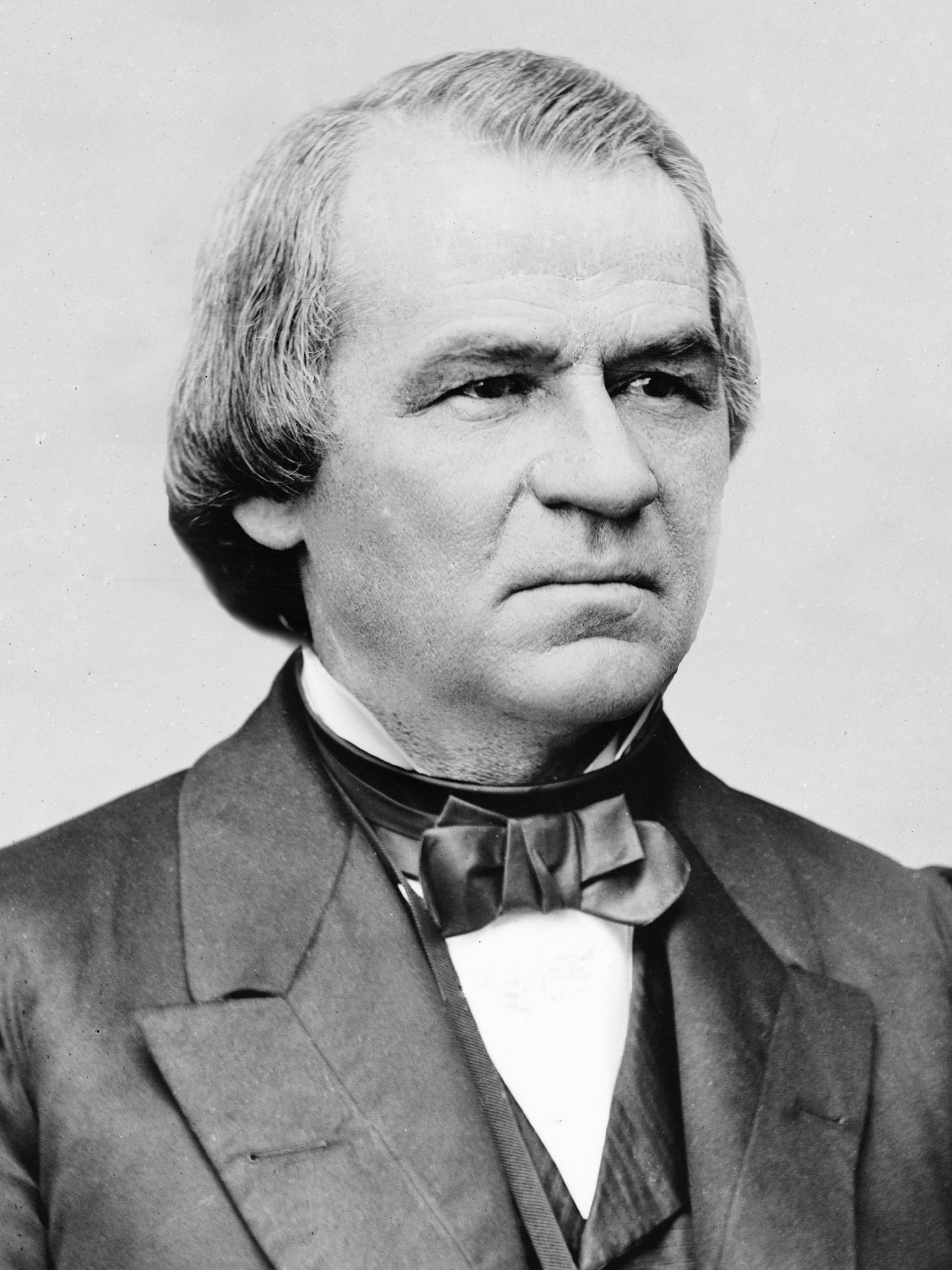
Andrew Johnson

Andrew Johnson (* 29. Dezember 1808 in Raleigh, North Carolina; † 31. Juli 1875 in Carter Station, Tennessee) war ein US-amerikanischer Politiker und von 1865 bis 1869 der 17. Präsident der Vereinigten Staaten. Er trat sein Amt am 15. April 1865 an, am Tag nach dem tödlichen Attentat auf seinen Vorgänger Abraham Lincoln, als dessen Vizepräsident Johnson von März bis April dieses Jahres amtiert hatte. Obwohl Johnson Südstaatler war und der oppositionellen Demokratischen Partei angehörte, hatte Lincoln ihn für dieses Amt ausgewählt, da er (wie nicht wenige Südstaatler) auch ein überzeugter Gegner der Sezession gewesen war. Damit sollte er den Süden, auch die  Anhänger der Konföderation, nach dem Ende des Bürgerkriegs mit der Union versöhnen. Johnsons Amtszeit als Präsident war jedoch von anhaltenden Konflikten mit dem Kongress geprägt und gilt unter Historikern als eine der schwächsten der US-Geschichte. Johnson war der erste US-Präsident, gegen den ein Amtsenthebungsverfahren angestrengt wurde.
Aus ärmlichen Verhältnissen stammend, hatte Johnson wenig reguläre Schulbildung genossen. Er arbeitete zunächst als Schneider und begann seine politische Laufbahn als Bürgermeister einer Kleinstadt. Später wurde er ins Parlament von Tennessee und ins US-Repräsentantenhaus gewählt. Von 1853 bis 1857 bekleidete Johnson das Amt des Gouverneurs von Tennessee, bevor er diesen Bundesstaat zwischen 1857 und 1862 im US-Senat vertrat. Während des Sezessionskriegs trat er als einziger namhafter Politiker aus den Südstaaten gegen deren Abspaltung von der Union auf. Daher wurde er 1862 zum Militärgouverneur seines von Unionstruppen besetzten Heimatstaates Tennessee ernannt. Zudem nominierte der Republikaner Lincoln ihn vor der Präsidentschaftswahl von 1864 im Rahmen der National Union Party zu seinem Kandidaten für die Vizepräsidentschaft. Dieses Amt übte Andrew Johnson vor Lincolns Ermordung nur sechs Wochen lang aus.
Seine Jahre im Weißen Haus waren geprägt von der sogenannten Reconstruction (der Wiedereingliederung der im Bürgerkrieg unterlegenen Südstaaten) sowie einem Zurückdrehen von Lincolns Politik der Gleichbehandlung von Bürgern schwarzer und weißer Hautfarbe: Johnson war der Meinung, dass die Weißen in intellektueller und moralischer Hinsicht die „überlegene Rasse“ seien. Die Frage, ob die ehemaligen Konföderierten unter harten oder milden Bedingungen wieder vollwertig in die USA aufgenommen werden sollten, führte zu erheblichen politischen Spannungen. Senatoren und Abgeordnete der Republikaner, die den Kongress dominierten, traten für eine harte Bestrafung der Südstaaten-Anführer sowie umfassende Bürgerrechte für die ehemaligen afroamerikanischen Sklaven ein, was der Präsident aufgrund seiner rassistischen Weltanschauung bekämpfte. Seine Blockadehaltung gegenüber dem Kongress, vor allem bei weitreichenden Rechten für Schwarze, gipfelte Anfang 1868 in einem nur knapp gescheiterten Amtsenthebungsverfahren. Daher hatte Johnson im Herbst 1868 keine Chance, wiedergewählt zu werden. Im März 1869 löste ihn der Republikaner Ulysses S. Grant ab. Außenpolitisch konnte Johnson jedoch 1867 mit dem Ankauf Alaskas einen Erfolg verzeichnen.
Aufgrund seiner kompromisslosen Haltung gegenüber dem Kongress, vor allem in Fragen der Bürgerrechte für Afroamerikaner, wird seine Amtsführung heute von den meisten Historikern und US-Bürgern in Umfragen regelmäßig als eine der schlechtesten aller Zeiten bewertet. Nach dem Ende seiner Präsidentschaft blieb Johnson politisch aktiv; 1875 wurde er wenige Monate vor seinem Tod nochmals zum US-Senator gewählt, nachdem zwei vorige Bewerbungen für den Kongress gescheitert waren. Bis heute ist er der einzige Präsident, der nach seiner Amtszeit in den Senat gewählt wurde.

## Leben bis zur Präsidentschaft

### Kindheit und Jugend

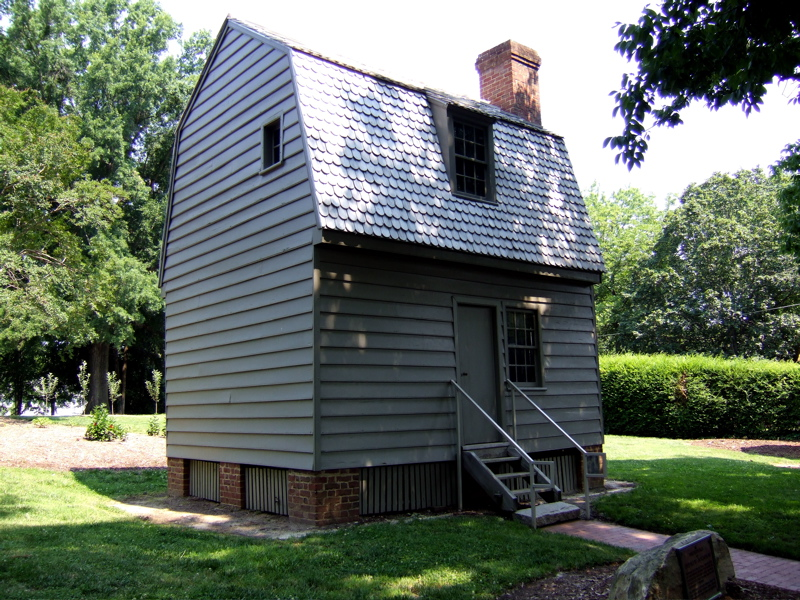
Geburtshaus Johnsons im heutigen Mordecai Historic Park

Johnson wurde in Raleigh, North Carolina, als jüngstes von drei Kindern von Jacob Johnson (1778–1812) und Mary Johnson, geb. McDonough (1783–1856), geboren. Jacob Johnson war Konstabler in der Ortsmiliz und Portier bei der State Bank of North Carolina. Als Andrew drei Jahre alt war, starb sein Vater an einem Herzinfarkt, einige Stunden, nachdem er drei Männer vor dem Ertrinken gerettet hatte. Die Familie blieb in Armut zurück. Mary sorgte mit Spinn- und Webearbeiten für den Familienunterhalt und heiratete später den ebenso mittellosen Turner Doughtry. Da die Versorgung der Familie immer prekärer wurde, folgte Johnson mit zehn Jahren seinem Bruder in die Lehre zu dem Schneider John Selby. Er besuchte während dieser Ausbildung keine Schule, erlernte das Lesen durch einen Mitarbeiter in der Schneiderei und brachte sich erst als junger Erwachsener das Schreiben bei. Im Alter von 15 Jahren riss er mit seinem älteren Bruder vor Selby aus und lebte zwei Jahre lang in Laurens im benachbarten South Carolina, wo er in seinem Beruf arbeitete und einem Mädchen im Ort erfolglos einen Heiratsantrag machte. Kurz darauf kehrte er nach Raleigh zurück. Da es ihm nicht gelang, sich aus dem Ausbildungsverhältnis mit Selby freizukaufen, und er somit vertraglich an ihn gebunden blieb, verließ Johnson den Bundesstaat, um eine andere Arbeit zu finden.
Über Knoxville, Tennessee, gelangte er nach Mooresville, Alabama und Columbia, Tennessee, und arbeitete weiter als Schneider. Im Jahr 1826 kehrte er zu Mutter und Stiefvater nach Raleigh zurück. Diese sahen dort keine Zukunft mehr und wollten mit Johnson zu seinem Bruder und mütterlichen Verwandten in das östliche Tennessee umsiedeln. Auf dem Weg durch die Blue Ridge Mountains machten ihnen Pumas und Bären zu schaffen, sodass sie in Greeneville stoppten, wo sie mehrere Jahre blieben. Erst kampierten sie außerhalb der Stadt nahe Farnsworth Mill, da sie sonst keine Bleibe hatten. Nachdem er Arbeit bei einem örtlichen Schneider gefunden hatte, mieteten sie Zimmer in einer Taverne. In Greeneville lernte Johnson die Tochter eines Schusters, Eliza McCardle (1810–1876), kennen, seine spätere Frau. Aus beruflichen Gründen zog Johnson nach Rutledge, Tennessee, weiter, kehrte aber bald nach Greeneville zurück und heiratete am 17. Mai 1827 Eliza in Warrensburg, Tennessee, ihrer Heimatstadt. Sie blieben bis zu seinem Tod verheiratet und hatten fünf Kinder. In Greeneville, in der heutigen Andrew Johnson National Historic Site, eröffneten sie eine eigene Schneiderei, mit der sie großen geschäftlichen Erfolg erzielen konnten, während seine Frau ihm besseres Lesen und Rechnen beibrachte.

### Einstieg in die Politik und Kongressabgeordneter

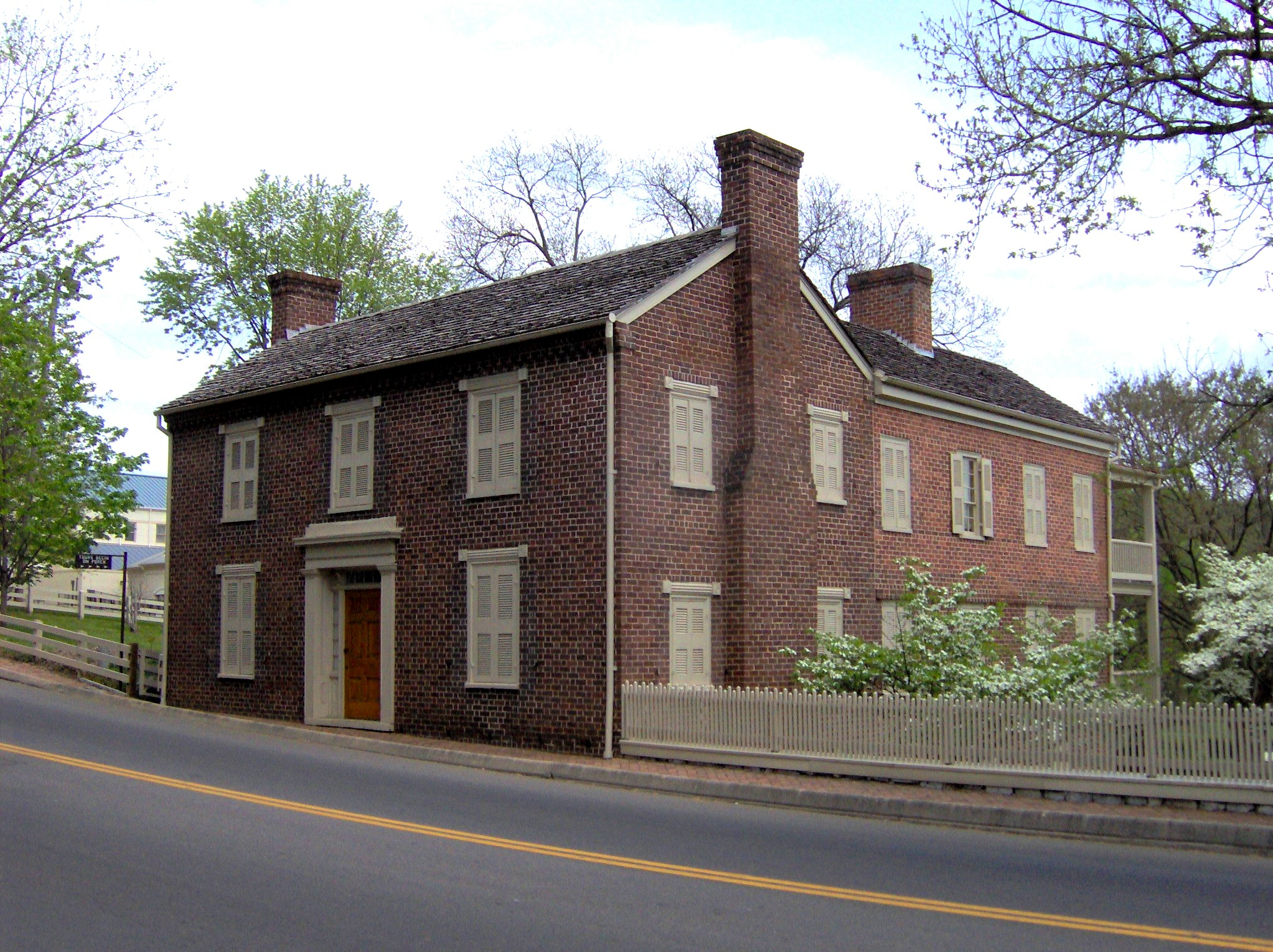
Das Haus Andrew Johnsons in Greeneville, Tennessee, wo er von 1851 bis zu seinem Tod 1875 lebte

Über sein Interesse an Debatten – er gründete eine entsprechende Gesellschaft und nahm am Tusculum College an Disputen teil – gelangte Johnson in die Politik. Während seiner Jugend machte vor allem der damalige US-Präsident Andrew Jackson (1829–1837) großen Eindruck auf Johnson. Jackson war sowohl der erste demokratische als auch der erste nicht aus der gesellschaftlichen Elite stammende Präsident. Jackson präsentierte sich stets als Vertreter der „einfachen (weißen) Leute“, was sich auch Johnson in seiner politischen Karriere zu eigen machte. In den 1830er Jahren wurde er Bürgermeister von Greeneville. Ab 1835 war er Abgeordneter im Repräsentantenhaus von Tennessee; im Jahr 1841 gelang ihm der Sprung in den Senat des Staates, vom 4. März 1843 bis zum 3. März 1853 war er Abgeordneter im Repräsentantenhaus der Vereinigten Staaten. Im Herbst 1844 war er im Präsidentschaftswahlkampf aktiv, bei dem er den demokratischen Bewerber James K. Polk unterstützte. Nach dem Wahlsieg wurde das Verhältnis zwischen Präsident Polk und Johnson belastet, da sich die Hoffnungen des letzteren auf einen Regierungsposten nicht erfüllten. Im Kongress präsentierte sich Johnson wie auch schon in früheren Jahren als Vertreter des einfachen Bürgertums. Seine starke Abneigung gegen die Oberschicht führte er auf seine ärmliche Herkunft zurück, wie er in öffentlichen Ansprachen über seine gesamte politische Laufbahn vortrug. Wie der Biograf Paul H. Bergeron festhält, profitierte Johnsons politische Karriere erheblich von seinen rhetorischen Fähigkeiten: In seinen Reden richtete er sich an die einfache Bevölkerung, deren Stimmen ihm oft zum Sieg verhalfen. Vor allem bei der weißen Unterschicht konnte er sich auf großen Rückhalt stützen. Johnson war der Auffassung, jeder Amtsträger verdanke seine demokratisch legitimierte Stellung allein der einfachen Bevölkerung. Sich selbst betrachtete Johnson dabei als Paradebeispiel, da er nicht aus einem privilegierten Umfeld stamme.
Während seiner Abgeordnetenzeit spitzen sich die politischen Differenzen zwischen den sklavenfreien Nordstaaten und den die Sklaverei befürwortenden Südstaaten immer weiter zu. Insbesondere durch die enormen territorialen Zugewinne, die sich aus dem Mexikanisch-Amerikanischen Krieg (1846–1848) ergaben, drohte das Gleichgewicht zwischen den Landesteilen aus der Balance zu geraten. Strittig war insbesondere, wie in den neuen Gebieten mit der Sklaverei verfahren werden sollte. Johnson, in dessen Haushalt selbst Sklaven beschäftigt waren, sprach sich damals für die Sklaverei aus; das 1846 eingebrachte Wilmot Proviso, das ein komplettes Verbot der Sklaverei in den hinzugewonnenen Gebieten vorsah, fand nicht seine Zustimmung. Letztlich lehnte der Senat den kontrovers diskutierten Entwurf ab. Den vom Whig-Senator Henry Clay verfassten und von Präsident Millard Fillmore vorangetriebenen Kompromiss von 1850, der einen Ausgleich zwischen Nord und Süd vorsah, befürwortete Johnson. Auch der Aufnahme Kaliforniens als sklavenfreiem Bundesstaat stimmte er zu. Johnson votierte im Rahmen dieses Gesetzespakets lediglich gegen das Verbot des Sklavenhandels in der Hauptstadt Washington (das dennoch verabschiedet wurde).
Innerparteiliche Konflikte führten Ende 1850 dazu, dass die Demokraten für die nächste Wahl zum Repräsentantenhaus mit Landon Carter Haynes einen Gegenkandidaten zu Johnson aufstellten. Die Whigs sahen darin die Chance, Johnson abzulösen und stellten keinen eigenen Bewerber auf. Dennoch konnte Johnson die Wahl für eine fünfte (zweijährige) Wahlperiode knapp für sich entscheiden. Nach seinem überraschenden Sieg spielte er bereits mit dem Gedanken, für den US-Senat zu kandidieren. Da jedoch die Whigs die Mehrheit in der State Legislature von Tennessee errangen, erwies sich dieses Vorhaben als unmöglich (bis 1914 wurden die Bundessenatoren nicht von den Bürgern, sondern den Parlamenten der Einzelstaaten gewählt). Die bundesstaatlichen Legislativen entschieden auch über den Zuschnitt der Kongresswahlbezirke; das Parlament Tennessees hatte nach der Volkszählung 1850 die Wahlkreise so gegliedert, dass das demokratische Wählerpotential in Johnsons Bezirk stark verringert wurde. 1852 erklärte er daraufhin: „I don't have a political future [deutsch: Ich habe keine politische Zukunft]“, verzichtete auf eine weitere Bewerbung und schied Anfang März 1853 aus dem Kongress aus.

### Gouverneur von Tennessee (1853–1857)
Da er auf einen nicht unerheblichen Rückhalt bei demokratischen Politikern seines Staates zählen konnte, nominierte ihn seine Partei im Frühjahr 1853 für das Amt des Gouverneurs von Tennessee. Während des Wahlkampfes im folgenden Sommer fanden in mehreren County Seats Rededuelle zwischen Johnson und dem Whig-Kandidaten Gustavus Adolphus Henry statt. Bei der Gouverneurswahl im August 1853 siegte Johnson dann mit 63.413 gegen 61.163 Stimmen. Um sich auch Stimmen aus dem gegnerischen Lager zu sichern, unterstützte Johnson die Wahl des Whig-Politikers Nathaniel Green Taylor ins US-Repräsentantenhaus.
Nach seiner Vereidigung zum Gouverneur im Oktober 1853 konnte Johnson einige politische Erfolge verzeichnen, obwohl eine Reihe seiner Vorschläge (wie die Abschaffung der bundesstaatlichen Bank) nicht umgesetzt wurden. Im Gesetzgebungsprozess hatte er im Vergleich zu anderen Gouverneuren wenig Einfluss, da Tennessees Regierungschef Mitte des 19. Jahrhunderts noch über kein Vetorecht verfügte. In seiner Amtszeit favorisierte Johnson eine bessere finanzielle Ausstattung von Bildungseinrichtungen. Dieses Ziel wollte er vor allem durch Steuererhöhungen sowohl auf bundesstaatlicher als auch lokaler Ebene erreichen. Die Legislative stimmte diesem Vorhaben zu. Die nächste Gouverneurswahl 1855 gewann er knapp, was angesichts der starken Whig-Konkurrenz Aufsehen erregte. Obgleich die Whig Party auf nationaler Bühne wegen des Streits um die Sklaverei des Niedergangs begriffen war, konnte sie sich in Tennessee länger halten. Johnson erhoffte sich von seiner Wiederwahl vor allem weitere Profilierung, um für nationale Ämter mehr politisches Gewicht zu erlangen.
Im Vorfeld der Präsidentschaftswahl 1856 versprach er sich, als Kompromisskandidat nominiert zu werden, nachdem der demokratische Amtsinhaber Franklin Pierce nicht mehr aufgestellt wurde. Johnson betrieb jedoch keinen aktiven Wahlkampf, obwohl er auf lokaler Ebene in Tennessee sehr populär war, und sprach sich für den Kandidaten James Buchanan aus, der dann auch gewählt wurde.

### US-Senator (1857–1862)

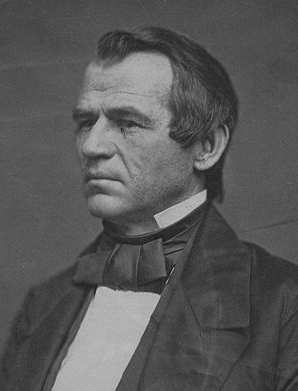
Andrew Johnson im Jahr 1860

Im Sommer 1857 trat Johnson nicht für eine dritte Amtsperiode als Gouverneur an, sondern wollte sich in den US-Senat wählen lassen. Dennoch war er aktiv in die Wahlkampagne für seine Nachfolge involviert. Nachdem die Demokraten mit Isham G. Harris nicht nur den Gouverneursposten halten konnten, sondern auch die Mehrheit in der State Legislature errangen, wurde der scheidende Gouverneur im Oktober 1857 zum Senator gewählt. Kurz darauf trat er dieses Amt an. Seine Familie blieb in Tennessee wohnhaft, während der neue Senator sich meist in der Hauptstadt aufhielt.
Als Senator setzte sich Johnson, wie schon als Abgeordneter im Repräsentantenhaus, für ein Besiedlungsgesetz ähnlich dem später von Abraham Lincoln unterzeichneten Homestead Act ein. Mehrere Entwürfe des Senators wurden nicht angenommen oder von Präsident Buchanan mit einem Veto blockiert. Ende der 1850er-Jahre trat er weiterhin als Befürworter der Sklaverei in den Südstaaten auf und erklärte, der in der Unabhängigkeitserklärung enthaltene Satz „Alle Menschen sind gleich geschaffen“, beziehe sich nicht auf Afroamerikaner, sondern „Mr. Jefferson meinte die weiße Rasse“. Mit dieser Auffassung unterschied er sich aber nicht wesentlich von vielen Zeitgenossen.
Vor der Präsidentschaftswahl 1860 hoffte Johnson erneut auf seine Chance, als Kompromisskandidat für die Demokraten antreten zu können. Obwohl der demokratische Nominierungsparteitag im Sommer des Jahres schnell festgefahren war, da kein Bewerber die nötige Zweidrittelmehrheit auf sich vereinen konnte, wurde Johnson von führenden Politikern seiner Partei nicht als Kandidat erwogen. Da sich in den zurückliegenden Jahren die Spannungen zwischen Nord und Süd weiter zugespitzt hatten, konnten sich die Demokraten nicht auf einen Präsidentschaftsanwärter für die Nachfolge des nicht mehr kandidierenden James Buchanan einigen. Die Partei stellte schließlich zwei Kandidaten auf; Senator Stephen A. Douglas für die Nord-Demokraten und Vizepräsident John C. Breckinridge für die Süd-Demokraten. Johnson unterstützte im Wahlkampf letzteren, da dieser für die Interessen des Südens eintrat. Als Wahlsieger ging jedoch Abraham Lincoln hervor, der für die neu gegründete Republikanische Partei antrat und als (zu dieser Zeit noch) gemäßigter Gegner der Sklaverei auftrat. Lincolns Wahl ins Weiße Haus wurde von vielen Südstaaten als grundlegende Bedrohung ihrer Interessen angesehen; noch vor der Vereidigung des neuen Staatsoberhauptes erklärten im Winter 1860/61 mehrere Staaten ihren Austritt aus den USA. Obwohl zahlreiche Senatoren und Abgeordnete aus den Südstaaten für die Abspaltung eintraten, sprach sich Johnson vehement für die Einheit des Landes aus. Als sämtliche Senatoren aus den Südstaaten ihre Mandatsniederlegung für den Fall einer Sezession ihres jeweiligen Staates ankündigten, appellierte Johnson an seine Kollegen (vor allem gerichtet an den späteren Präsidenten der Konföderierten Staaten Jefferson Davis), sich nicht aus dem Kongress zurückzuziehen. Johnson verwies darauf, dass dadurch die demokratische Mehrheit verlorengehe, was Präsident Lincoln von einer Zusammenarbeit mit den Demokraten entbinde. Da sich viele Demokraten als Vertreter der Südstaaten sahen, ja dort die führende politische Kraft waren, würden dann die Interessen der Südstaaten im Kongress nicht mehr vertreten. Johnsons Appelle blieben jedoch ungehört. Obwohl sich auch Tennessee den Konföderierten anschloss, blieb Johnson im Senat und trat gegen die Sezession auf, was Politiker der Nordstaaten sehr begrüßten. So erklärte Johnson im Senat:

“I will not give up this government ... No; I intend to stand by it ... and I invite every man who is a patriot to ... rally around the altar of our common country ... and swear by our God, and all that is sacred and holy, that the Constitution shall be saved, and the Union preserved.”

„Ich gebe diese Regierung nicht auf; nein, ich stehe ihr bei, und ich appelliere an jeden Patrioten, sich gemeinsam um den Altar unseres Landes zu versammeln und bei Gott und allem was uns heilig ist zu schwören, dass die Verfassung geschützt und die Einheit bewahrt werde.“

### Militärgouverneur (1862–1865)
Im Sezessionskrieg, der im April 1861 begann, brachten die Nordstaaten Teile von Tennessee unter ihre Kontrolle, woraufhin Johnson von Präsident Lincoln im März 1862 zum Militärgouverneur seines Heimatstaates ernannt wurde. Der Senat bestätigte die Nominierung binnen kurzer Zeit mit großer Mehrheit. Durch seine Fürsprache für die Einheit des Landes hatte er auch in den Reihen der die Sezession entschieden ablehnenden Republikaner Rückhalt. Als Konsequenz konfiszierte die Regierung der Konföderation weite Teile von Johnsons Eigentum wie sein Haus und seine Sklaven. Während seiner Zeit als Militärgouverneur ging er entschieden gegen Sympathisanten der Konföderation vor; besonders in den östlichen Gebieten des Staates, die weitestgehend noch bis 1863 von Konföderierten kontrolliert wurden.
Angesichts des verlustreich ausgetragenen Krieges änderte Johnson seine ursprünglich zustimmende Haltung zur Sklaverei. Johnson erklärte: „Wenn die Institution der Sklaverei zu einem Sturz der Regierung führt, dann sollte die Regierung das Recht haben, sie zu zerstören“. Die zuvor von Lincoln erlassene Emanzipations-Proklamation verstärke die Debatte um die Sklaverei, deren Abschaffung Lincoln nun neben der Bewahrung der Einheit mehr und mehr zum eigentlichen Ziel des Konflikts machte. Als Militärgouverneur trieb Johnson, zunächst widerwillig, die Rekrutierung afroamerikanischer Kämpfer voran. Diese Unterstützung an Truppen war für die Nordstaaten sehr wichtig. Es zeichnete sich schon zu Beginn des Jahres 1864, trotz einiger militärischer Rückschläge für die Union in der ersten Jahreshälfte, ein Sieg des industrialisierten und logistisch deutlicher besser aufgestellten Nordens ab.

### Wahl von 1864 und Vizepräsidentschaft (1865)

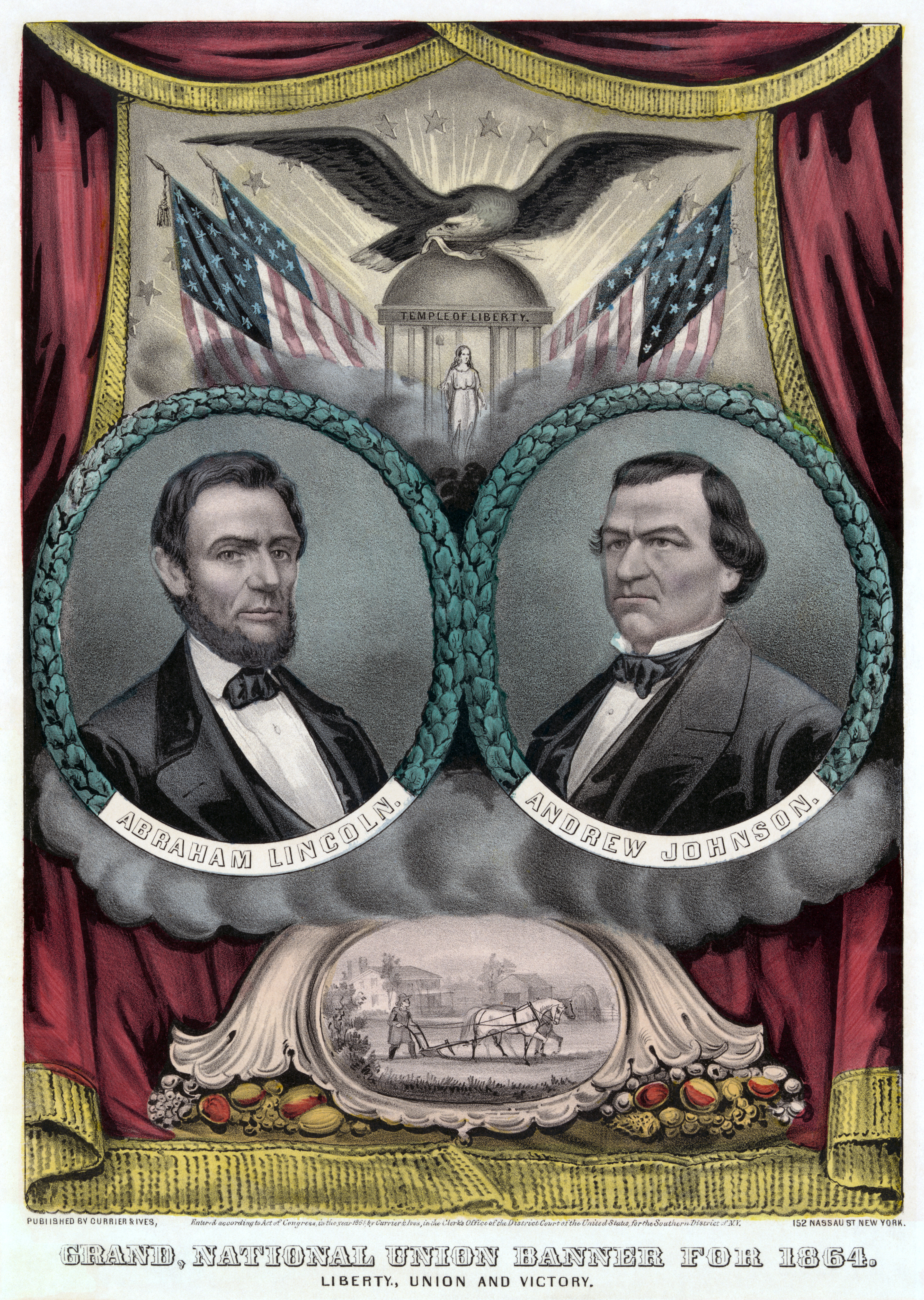
Abraham Lincoln und Andrew Johnson auf einem Wahlplakat der National Union Party zur Präsidentschaftswahl 1864

Im Wahlkampf 1864 lehnten es die Republikaner unter Präsident Lincoln ab, Verhandlungen mit der Konföderation über einen Waffenstillstand aufzunehmen. Nach Ansicht Lincolns und vieler seiner Parteifreunde würden solche Verhandlungen eine faktische Anerkennung der Sezession bedeuten, wodurch der seit drei Jahren andauernde Krieg umsonst geführt worden wäre. Sie plädierten daher für eine Fortsetzung der Kämpfe bis zum endgültigen Sieg des Nordens. Die meisten Demokraten sprachen sich für Friedensverhandlungen aus, einige jedoch schlossen sich wie Andrew Johnson Lincolns Positionen an (War Democrats). Daher entschied man sich für die anstehende Wahl gemeinsam als National Union Party („Partei der nationalen Einheit“) anzutreten.
Im Juni wurde in Baltimore der Parteikonvent der National Union Party abgehalten, in deren Verlauf Abraham Lincoln für eine zweite Amtszeit zur Wiederwahl aufgestellt wurde. Aus wahltaktischen Gründen entschied man sich für das Amt des Vizepräsidenten einen Demokraten aus dem Süden aufstellen zu lassen. Damit sollte auch die Absicht deutlich gemacht werden, die abtrünnigen Staaten unter milden Bedingungen wieder in die Union aufzunehmen. Da Lincolns bisheriger Stellvertreter Hannibal Hamlin ohnehin keine wichtige Rolle in der Regierung einnahm, stimmte der Präsident einer Neubesetzung des Postens zu. Er beauftragte den General Daniel E. Sickles mit der Suche nach einem potentiellen Kandidaten. Johnson, der von Beginn an zum engeren Kreis der Bewerber gehörte, machte in Öffentlichkeit deutlich, sich für den Posten zu interessieren. Im Hintergrund sprachen bereits Vertraute des Militärgouverneurs mit dem Lincoln-Team, um Johnsons Kandidatur zu sichern. Von dem neuen Amt erhoffte er sich sowohl Repräsentation der Südstaaten-Demokraten in der Regierung als auch einen Schub für seine politische Karriere. Im Sommer nominierte die National Union Party schließlich Lincoln und Johnson; Vizepräsident Hamlins Versuch, erneut aufgestellt zu werden, scheiterte auf dem Parteikonvent.
Im Wahlkampf absolvierte Johnson sogar mehrere öffentliche Auftritte, wo er für die Fortführung des Krieges bis zur Wiedervereinigung des Landes warb. Die Präsidentschaftswahl im November 1864 fiel klar zu Lincolns Gunsten aus: Er besiegte den Kandidaten der Demokraten, George B. McClellan, mit 55 gegen 45 Prozent der Wählerstimmen. Da die demokratisch dominierten Staaten des Südens größtenteils der Konföderation angehörten, setzte sich das Gespann aus Lincoln und Johnson im Wahlmännergremium mit 212 gegen 21 überlegen durch. Besonderen Anteil an diesem deutlichen Sieg hatte der Kriegsverlauf in den Sommer- und Herbstmonaten 1864, als sich das Blatt entscheidend zu Gunsten des Nordens wendete (wie beispielsweise die Einnahme Atlantas durch die Unionsarmee).
Nach der Wahl ging der Krieg einem raschen Ende entgegen. Noch vor Johnsons Vereidigung zum Vizepräsidenten konnte Lincoln den 13. Verfassungszusatz durch den Kongress bringen, der die Sklaverei auf dem gesamten US-Staatsgebiet für unzulässig erklärte. In Tennessee trat Anfang 1865 eine neue bundesstaatliche Verfassung in Kraft, mit der die Sklaverei verboten wurde. Deren Ausfertigung war eine von Johnsons letzten Amtshandlungen als Militärgouverneur. Am 4. März 1865 wurde Lincoln für seine zweite Amtszeit vereidigt, Andrew Johnson legte vor dem Senatsplenum den Eid zum neuen Vizepräsidenten ab. Bei seiner Amtseinführung sorgte der neue Vizepräsident für öffentliches Aufsehen, da er betrunken zu den Feierlichkeiten erschienen war. Lincoln wies Kritik an Johnsons Verhalten daraufhin zurück und betonte, Johnson sei kein Trunkenbold. Als Vizepräsident spielte Johnson keine wichtige Rolle innerhalb der Regierung; kraft seines Amtes übte er den Vorsitz im Senat aus, wo er mehrere Sitzungen ohne signifikante Beschlüsse leitete, da zu Beginn der Wahlperiode eher Organisatorisches auf der Tagesordnung stand.

## Präsidentschaft (1865–1869)

### Amtsübernahme nach Lincolns Tod

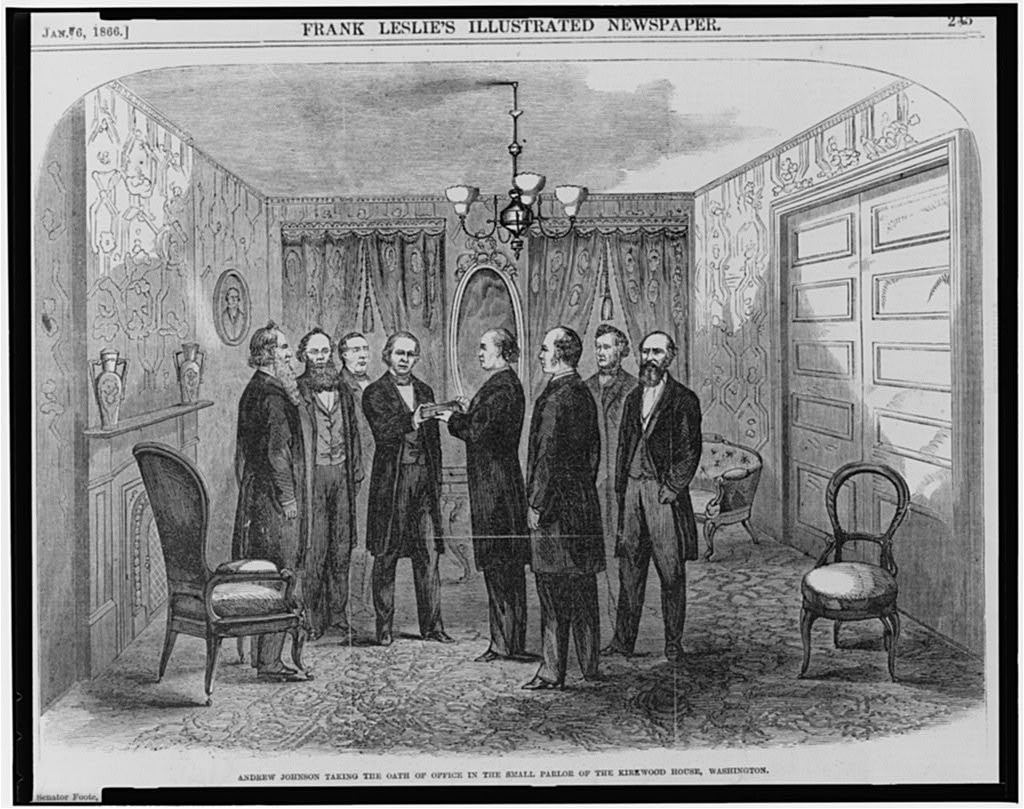
Illustration von Johnsons Vereidigung zum Präsidenten

Am 14. April 1865, dem Karfreitag, traf Johnson den Präsidenten erstmals seit der Vereidigung wieder persönlich. Wenige Tage zuvor hatte die Konföderation kapituliert. Gegenüber Lincoln sprach er sich für eine harte Bestrafung der Anführer der Südstaaten aus. „Treason is a crime and must be made odious“ („Verrat ist ein Verbrechen und muss verhasst gemacht werden“), so der Vizepräsident. Lincoln hatte seinen Stellvertreter an diesem Tag zu einer abendlichen Theatervorstellung eingeladen, was der Vizepräsident jedoch nicht annahm. Während dieser Vorstellung im Ford’s Theater wurde dem Präsidenten vom fanatischen Südstaaten-Sympathisanten John Wilkes Booth in den Kopf geschossen. Am nächsten Morgen wurde Lincoln für tot erklärt. Wie von der Verfassung zwar nicht vorgesehen (das geschah erst mit dem 25. Amendment von 1967), aber seit 1841 durch den Präzedenzfall beim Tod Präsident Harrisons sanktioniert, ging damit das Präsidentenamt für den Rest der Amtszeit auf den Vizepräsidenten über, und Johnson wurde am Vormittag des 15. April 1865 von Chief Justice Salmon P. Chase zum 17. Präsidenten der Vereinigten Staaten vereidigt. Johnson stand so unter Schock, dass er sich vor seinem ersten öffentlichen Auftritt als Präsident stark betrank. Noch am selben Tag bat er die bisherigen Minister Lincolns, weiterhin in seinem Kabinett zu bleiben. Außenminister William H. Seward und einige andere Minister blieben bis zum Ende von Johnsons Amtszeit im März 1869 auf ihren Posten. Johnson war nach John Tyler 1841 und Millard Fillmore 1850 der dritte Vizepräsident, der durch den Tod des Präsidenten dessen Nachfolge für den Rest der Amtszeit antreten musste. Außerdem war er der erste von insgesamt vier Präsidenten, die durch ein tödliches Attentat auf ihren Vorgänger ins Amt kamen.
Booth hatte geplant, nicht nur Lincoln, sondern mit Hilfe einiger Komplizen auch Johnson, Außenminister William H. Seward und General Ulysses S. Grant zu töten. Während Seward den Angriff schwer verletzt überlebte, entgingen Grant und Johnson den auf sie geplanten Anschlägen. Der auf Johnson angesetzte Attentäter, der aus Thüringen stammende George Atzerodt, war vor der Tat zurückgeschreckt, wurde im Juli 1865 aber dennoch als Mitverschwörer zum Tode verurteilt und gehenkt. Johnson begnadigte Anfang 1869 lediglich den Arzt Samuel Mudd, der Booth auf dessen Flucht medizinisch versorgt und dafür eine Haftstrafe erhalten hatte.

### Beginn der Reconstruction

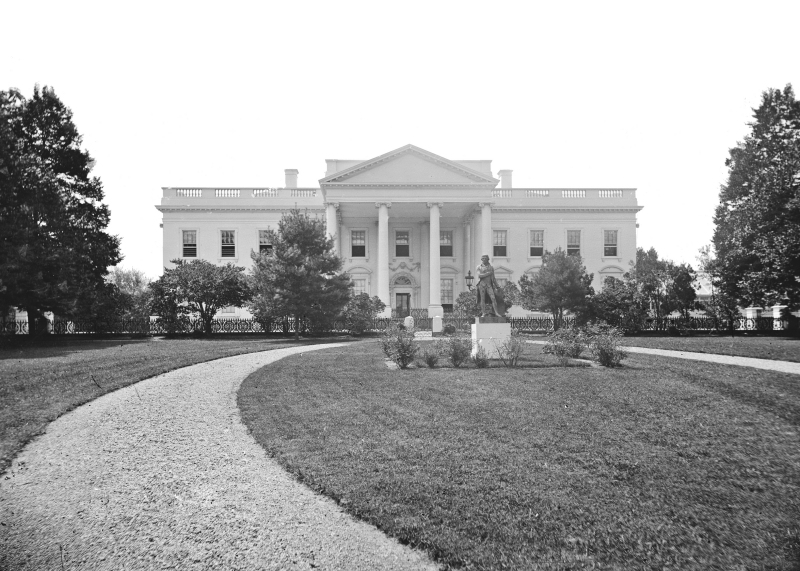
Das Weiße Haus Mitte der 1860er-Jahre

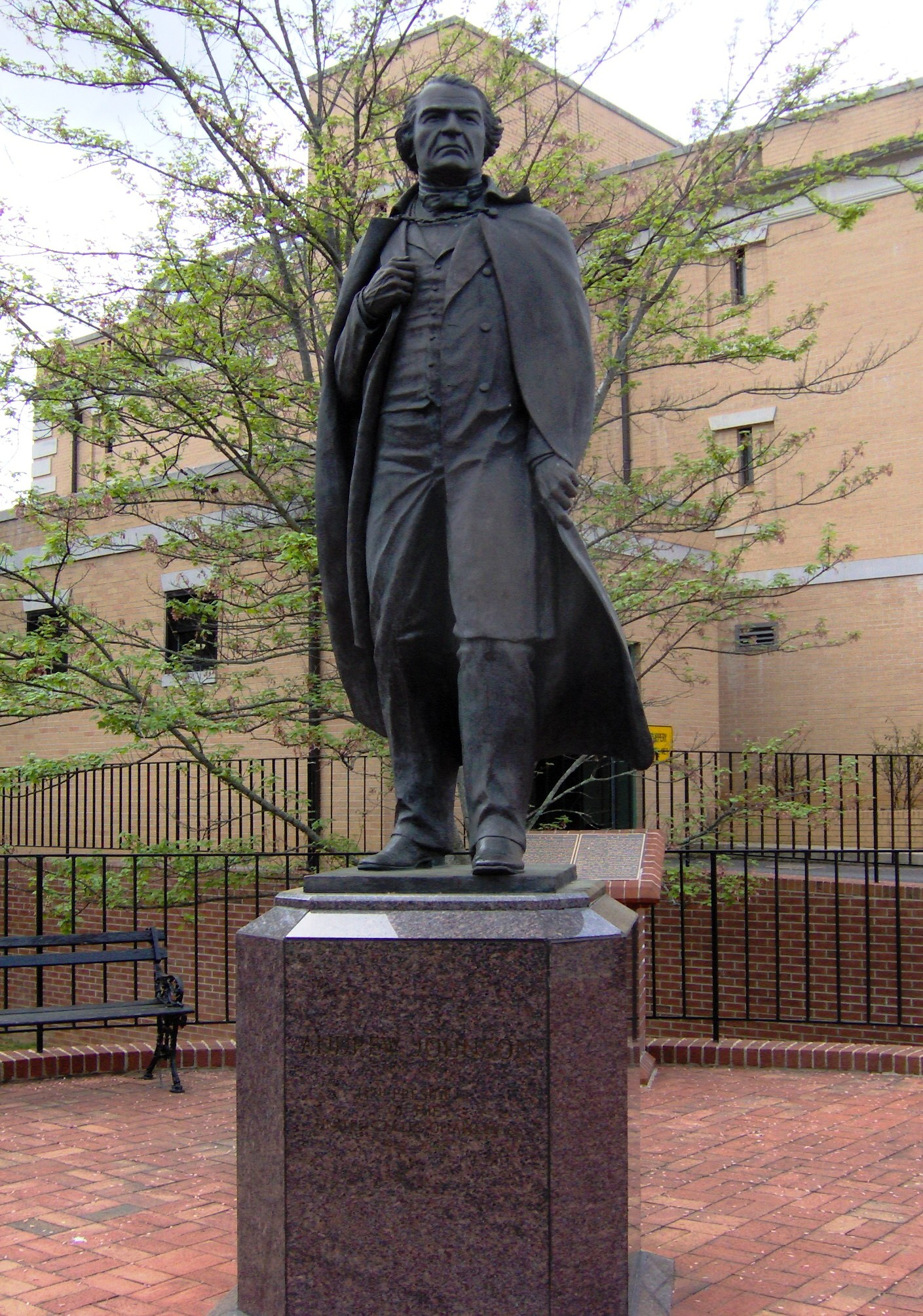
Johnson-Statue in Greeneville, Tennessee

Hauptaufgabe von Johnsons Präsidentschaft war die sogenannte Reconstruction, also die Wiederaufnahme der ehemaligen Konföderation in die Vereinigten Staaten. Die politischen Auseinandersetzungen darüber prägten seine Amtszeit. Dabei ging es um die Bedingungen, unter denen die Südstaaten wieder vollwertig in die USA integriert, und die Rechte, die den befreiten Sklaven zuteilwerden sollten.
Da der Kongress nach Vereidigung des Präsidenten erst im Dezember 1865 wieder zusammentrat (damals tagte die Legislative deutlich seltener als heute), bot sich Johnson in den kommenden Monaten die Chance, viele seiner Vorstellungen zur Reconstruction mittels präsidialer Verfügungen umzusetzen. Zunächst verfügte er, dass die ehemaligen Führer der Konföderation und reiche Südstaatler den Eid auf die Treue zur Union nur nach einem vom Präsidenten stattgegebenen Gnadengesuch ablegen durften. Bis Sommer 1865 begnadigte Johnson dann mehr als 13.000 wohlhabende Südstaatler. Wie die Historikerin Vera Nünning schreibt, habe Johnson es genossen, dass die südstaatliche Oberschicht, von der er sich vor allem in früheren Jahren unterdrückt gefühlt habe, nun auf seine Gnade angewiesen sei.
Zu ersten Spannungen zwischen dem Präsidenten und den Radikalen Republikanern kam es, als er während der ersten Monaten seiner Amtszeit in den besetzten Südstaaten eine Reihe von Militärgouverneuren ernannte, die der ehemaligen Südstaaten-Elite entstammten und zum Teil enge Verbindungen zu den Anführern der Rebellion hatten. Darüber hinaus erteilte er den südlichen Bundesstaaten keine Auflagen für die Ausarbeitung neuer (republikanischer) Staatsverfassungen. Selbst die Ratifikation des Sklavereiverbots machte er nur in Hintergrundgesprächen zur Bedingung. Die Radikalen Republikaner, die 1865 noch in der Unterzahl im Kongress waren, waren neben den konservativen Republikanern und den in der Minderheit befindlichen Demokraten eine Gruppe von Senatoren und Abgeordneten, die für eine harte Bestrafung der ehemaligen Konföderierten eintraten. Auch sprachen sie sich für weitgehende Bürgerrechte für die einstigen Sklaven aus; männliche Schwarze sollten beispielsweise auch das Wahlrecht zugesprochen bekommen. Ferner traten sie dafür ein, die Staaten der ehemaligen Konföderation als besetzte Gebiete zu behandeln. Johnson hingegen wollte die Südstaaten schnellstmöglich und ohne weitgehende Auflagen wieder vollwertig in die Union aufnehmen. Durch milde Aufnahmebedingungen mit Ausnahme des Sklavereiverbots bezweckte er, die alten gesellschaftlichen Strukturen wiederherzustellen und damit auch die Stellung der Demokratischen Partei im Süden zu sichern (anders als heute, da Afroamerikaner überwiegend demokratisch wählen, stimmten damals Schwarze für die Republikaner als die Partei, die die Sklaverei abgeschafft hatte). Darüber hinaus vertrat Johnson, wie er in seiner Jahresbotschaft an den Kongress im Dezember 1865 klarstellte, die Auffassung, die Südstaaten seien niemals legal aus den USA ausgetreten. Durch die Ernennung demokratischer Militärgouverneure aus den Südstaaten-Eliten begrenzte der Präsident zudem das Wahlrecht auf diejenigen, die bereits vor dem Bürgerkrieg ein Stimmrecht hatten. Durch die Einführung von Black Codes, die den früheren Slave Codes sehr ähnlich waren, blieb vielen Afroamerikanern die Teilnahme an Wahlen und damit politischer Einfluss verwehrt. Vor allem die Radikalen Republikaner kritisierten diese Politik scharf, während sich Johnson durch Milde gegenüber dem Süden in der Tradition Lincolns sah. Tatsächlich hatten die Radikalen Republikaner auch Lincolns Reconstruction-Pläne als zu nachgiebig angesehen.
Zu weiteren Beeinträchtigungen für die Afroamerikaner kam es durch Johnsons Obstruktionspolitik gegenüber dem Freedmen’s Bureau. Dieses stand unter Aufsicht des Kriegsministeriums und sollte den ehemaligen Sklaven durch konfisziertes Land aus dem Besitz der Pflanzer eine Existenzgrundlage außerhalb der Plantagen verschaffen. Der Präsident bestimmte jedoch, dass dieses Land nicht an Schwarze verpachtet werden durfte, sondern den einstigen Sklavenhaltern zurückgegeben werden musste. Durch die faktischen Einschränkungen im Wahlrecht und die provisorischen, von Johnson eingesetzten Regierungen erfuhren Schwarze weiterhin erhebliche Nachteile. Da vielen Schwarzen somit die Gründung einer eigenen Existenz verwehrt war, arbeiteten sie weiterhin oft unter ähnlichen Bedingungen wie vor dem Krieg auf den Baumwollplantagen.

### Zuspitzung des Reconstruction-Konflikts

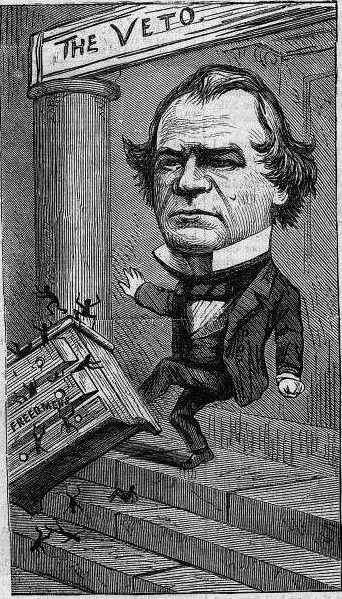
Karikatur des Künstlers Thomas Nast zu Johnsons Veto gegen den Civil Rights Act von 1866 und seine Beschränkungen gegen das Freedmen’s Bureau

Viele republikanische Kongressmitglieder sprachen sich nach Kriegsende zugunsten von weitreichenden Bürgerrechten für die befreiten Sklaven aus. Johnson, der wie viele seiner Zeitgenossen eine rassistische Weltanschauung hatte, betrachtete die Schwarzen nicht nur als der weißen Rasse intellektuell und moralisch unterlegen, auch bezweifelte er, dass ein friedfertiges Zusammenleben überhaupt möglich sei. Lediglich ihre Physis sei stärker, um harte und niedere Arbeiten ausführen zu können. Johnson sagte zu Thomas Clement Fletcher, dem Gouverneur von Missouri: „Dies ist ein Land für Weiße, und bei Gott, so lange ich Präsident bin, soll das auch eine Regierung für Weiße sein“. Ein weiterer Konflikt zwischen Kongressmehrheit und Präsident ergab sich aus der Frage, wer überhaupt für die Wahrung der Bürgerrechte und des Wahlrechts genau zuständig sei. Während Johnson im Wahlrecht die einzelnen Bundesstaaten als zuständig ansah, waren die Republikaner der Auffassung, die Bundesregierung habe Kompetenzen das Wahlrecht langfristig zu schützen. Auf Kritik erwiderte Johnson, es sei eine Machtanmaßung des Weißen Hauses, den Afroamerikanern in den Südstaaten das Wahlrecht zuzusprechen. Dieses falle allein in die Verantwortung der jeweiligen bundesstaatlichen Regierungen. Dies wird auch daran deutlich, dass er sich im Sommer und Herbst 1866 nach tödlichen Übergriffen auf Schwarze und auch Republikaner im Süden weigerte, mit der Autorität der Nationalregierung einzugreifen; beispielsweise durch gesetzliche Maßnahmen oder der Entsendung von Truppen zum Schutz der Minderheit. Radikale wie gemäßigte Republikaner verurteilten Johnsons Politik diesbezüglich scharf. Der Präsident hingegen gab die Schuld an den sich häufenden Ausschreitungen den Republikanern, die durch ihren Kurs die Afroamerikaner gezielt aufgestachelt hätten.
Da Johnson sich aber insofern kompromissbereit äußerte, als dass er zusagte, den ehemaligen Sklaven „das Recht auf Freiheit und auf eine entlohnte Arbeit“ zu sichern, arbeiteten die Republikaner im Kongress unter Leitung von Senator Lyman Trumbull einen Kompromiss aus. Ergebnis war der Civil Rights Act of 1866, ein Gesetz zum Schutz jener Rechte von Afroamerikanern, deren Billigung Johnson zuvor angedeutet hatte. Die Einschätzung der Senatoren um Trumbull, der Präsident werde der Vorlage zustimmen, erwies sich als falsch; er legte am 27. März 1866 sein Veto ein. Für Johnson stand die Forderung der Radikalen Republikaner, den Afroamerikanern gesetzlich das Wahlrecht voll einzuräumen, auf gleicher Stufe wie ihnen durch den Civil Rights Act natürliche Rechte zuzugestehen. Wie die Historikerin Vera Nünning ausführt, habe Johnson nach dem Civil Rights Act den Kongress als fast ausschließlich aus Radikalen bestehend gesehen, die sich zum Ziel gesetzt hätten, seine bisherige Reconstruction-Politik durch ein weitgehendes Stimmrecht für Afroamerikaner zunichtezumachen. Damit habe der Präsident jedoch die Kompromissbereitschaft der Senatoren und Abgeordneten vor dem Gesetz fatal verkannt. Auch der Historiker Paul H. Bergeron schreibt, Johnson habe über seine gesamte Amtszeit den Kongress durch seine persönliche Kompromisslosigkeit gegen sich aufgebracht. Denn der Kongress, so auch die Johnson-Biografin Annette Gordon-Reed, sei anfangs durchaus zu Zugeständnissen gegenüber dem Weißen Haus bereit gewesen, um so mit dem Präsidenten zusammenarbeiten zu können. Durch sein Veto brachte Johnson nicht nur die Radikalen gegen sich auf, auch gemäßigte Republikaner betrachteten sein Verhalten, das der Bundesregierung faktisch jedes Einschreiten zum Schutz der schwarzen Minderheit versagte, als Affront. Johnsons Agieren hatte weitreichende politische Folgen, da Radikale und gemäßigte Republikaner fortan weitaus enger kooperierten. Eine Koalition aus beiden Blöcken konnte wenige Wochen später das präsidiale Veto gegen den Civil Rights Act mit der notwendigen Zweidrittelmehrheit überstimmen, womit die Vorlage auch ohne die Zustimmung des Präsidenten in Kraft trat.
Eine weitere Reaktion auf Johnsons Kurs war die Durchsetzung des 14. Verfassungszusatzes, der Schwarze zu Bürgern der Vereinigten Staaten erklärte, was eine formale Gleichbehandlung vor dem Gesetz verfassungsrechtlich garantierte (auch wenn die praktische Gleichberechtigung noch lange nicht erreicht war). Johnson sprach sich vehement gegen den Zusatz aus, den er als Racheakt des Kongresses gegen den Süden betrachtete. Obwohl der Präsident keine Mittel hat, die Verabschiedung eines Verfassungszusatzes im Kongress zu verhindern, versuchte er letztlich vergeblich, die Bundesstaaten, die den Zusatz noch ratifizieren mussten, zu einer Ablehnung zu bewegen.

### Kongresswahlen 1866 und Erstarken der Radikalen Republikaner ab 1867

Zeichnerisches Porträt Johnsons

Im Spätherbst 1866 standen zur Mitte der präsidialen Amtszeit Kongresswahlen an. Und obwohl der Präsident nicht zur Abstimmung stand, betrachteten damalige politische Beobachter diese Wahlen faktisch als Referendum über Johnsons bisherige Regierungsarbeit. Johnson hatte durch sein kompromissloses Vorgehen in seiner Reconstruction-Politik die Unterstützung der Republikaner im Kongress weitestgehend verloren. Daher entschied er sich, selbst in den Wahlkampf einzugreifen, um die Bevölkerung von seinem Kurs zu überzeugen. Er hoffte darauf, ein neuer Kongress mit mehr Demokraten werde sein Vorgehen künftig mittragen. Ab Ende August 1866 bereiste er persönlich das ganze Land, was damals als Verstoß gegen die von einem Präsidenten einzuhaltenden Regeln galt. Er „erfand“ dabei den Wahlkampfsonderzug, eine Einrichtung, die in US-Wahlkämpfen für weit über 100 Jahre prägend sein sollte. In Dutzenden Reden versuchte er, gegen die Radikalen Republikaner Stimmung zu machen. So erklärte er bei einer Rede am 3. September 1866 in Cleveland:

“And because I stand now as I did when the rebellion commenced, I have been denounced as a traitor. My countrymen here to-night, who has suffered more than I? Who has run greater risk? Who has borne more than I? But Congress, factious, domineering, tyrannical Congress has undertaken to poison the minds of the American people, and create a feeling against me in consequence of the manner in which I have distributed the public patronage.”

„Und weil ich heute noch immer stehe, wo ich stand, als die Rebellion begann, bin ich als Verräter denunziert worden. Meine Landsleute, wer hat mehr erleiden müssen als ich? Wer ist ein größeres Risiko eingegangen als ich? Wer hat mehr ertragen als ich? Doch der Kongress; der parteisüchtige, herrschsüchtige und tyrannische Kongress hat den Geist des amerikanischen Volkes zu vergiften begonnen und eine Stimmung gegen mich heraufbeschworen aufgrund der Weise, wie ich öffentliche Mittel verteilt habe.“

Johnson hoffte bei diesem sogenannten Swing around the circle trip die Bevölkerung mit seinen rhetorischen Fähigkeiten zu überzeugen, wie er es in früheren Jahren vermocht hatte. Doch dieses Mal stieß er mit seinen zum Teil äußerst provokanten Auftritten mehrheitlich auf Ablehnung. Auch sein Versuch, den sehr populären Bürgerkriegsgeneral Ulysses S. Grant einzubinden, schlug fehl, da Grant – privat wenig überzeugt von Johnson – den Kurs des Weißen Hauses allenfalls halbherzig zu unterstützen schien. Die Radikalen Republikaner ihrerseits verurteilten nicht nur die bisherige Politik des Präsidenten, sondern bezeichneten seine damals für ein Staatsoberhaupt unüblichen Auftritte als unwürdig.
Am Ende erwiesen sich die Kongresswahlen 1866 als Katastrophe für Johnson. Die Radikalen Republikaner konnten massive Zugewinne verbuchen, sie erreichten in beiden legislativen Kammern eine Zweidrittelmehrheit. Ein Journalist aus den Nordstaaten schrieb später, Johnson habe durch seine Wahlkampfauftritte etwa eine Million Stimmen an die Radikalen in den nördlichen Staaten verloren. Johnsons heftige Attacken auf die Republikaner bestärkten diese darin, auf Konfrontationskurs mit dem Weißen Haus zu gehen, indem sie künftig ihre politischen Ziele noch energischer vorantrieben.
Noch bevor sich der neu gewählte Kongress im März 1867 konstituierte, hatte sich der Konflikt zwischen Parlament und Präsident weiter zugespitzt: Im Januar 1867 erließ noch der bisherige Kongress ein Gesetz zum Schutz des Wahlrechts für Afroamerikaner in Washington, D.C. Der Präsident machte umgehend von seinem Vetorecht Gebrauch. In seiner Vetobotschaft führte er aus, ein Eingriff in die Rechte der Einzelstaaten sei allein schon deshalb verfassungswidrig, da noch gar nicht alle Bundesstaaten aus dem Süden in die Union aufgenommen worden seien. Noch am selben Tag setzte sich der Kongress mit den notwendigen Mehrheiten über das Veto hinweg. In den folgenden Monaten brachten die Parlamentarier dann die Reconstruction Acts auf den Weg, welche die bisherige Politik den Weißen Hauses rückgängig machten, wobei sie Johnsons Vetos erneut überstimmten. Mit dem Gesetzesbündel wurden die ehemaligen Konföderierten Staaten in fünf Bezirke untergliedert, die Militärgouverneure durch Generäle aus den Nordstaaten ersetzt. Diesen war es notfalls möglich, das Kriegsrecht auszurufen, um den 14. Verfassungszusatz durchzusetzen. Außerdem wurde festgelegt, dass die Südstaaten nur nach dessen Ratifizierung vollwertig in die Union aufgenommen werden konnten. Dies erfolgte unter diesen Bedingungen zwischen 1867 und 1870. Johnson wehrte sich über den Sommer 1867 hinweg gegen diese Maßnahmen, indem er den Generälen im Rahmen seiner exekutiven Vollmachten als Oberbefehlshaber der Streitkräfte Befehle erteilte, um die Ausführung ihm missfallender Gesetze zu verhindern. Nach und nach ersetzte er die Generäle durch ihm genehmere Persönlichkeiten. Bis Herbst 1867 glaubte er, sein Ziel weitestgehend erreicht zu haben.
Über die Reconstruction Acts hinaus verabschiedete der Kongress im Frühjahr 1867, wieder gegen ein präsidiales Veto, den Tenure of Office Act. Dieser war eine Reaktion auf Johnsons Andeutung, er werde Minister entlassen, die in der Reconstruction-Politik nicht seiner Meinung seien. Das neue Gesetz schrieb die Zustimmung des Senats bei der Entlassung von Kabinettsmitgliedern vor. Bisher hatte der Präsident nur zur Berufung, nicht aber zur Entlassung eines Ministers die Zustimmung der Kongresskammer benötigt. Damit sollte aus Sicht der Republikaner insbesondere die Entlassung von Ministern verhindert werden, die noch Lincoln berufen hatte. Johnsons Auffassung, der Tenure of Office Act sei verfassungswidrig, wurde 1926 durch den Obersten Gerichtshof bestätigt, der ein ähnliches Gesetz aufhob (der Tenure of Office Act selbst wurde bereits 1887 durch den Kongress wieder zurückgenommen, nachdem alle folgenden Präsidenten dieses Gesetz ebenfalls kritisiert hatten). Ein vermeintlicher Verstoß Johnsons gegen dieses Gesetz wurde im folgenden Jahr als Hauptgrund für seine angestrebte Amtsenthebung angeführt.

### Amtsenthebungsverfahren 1868

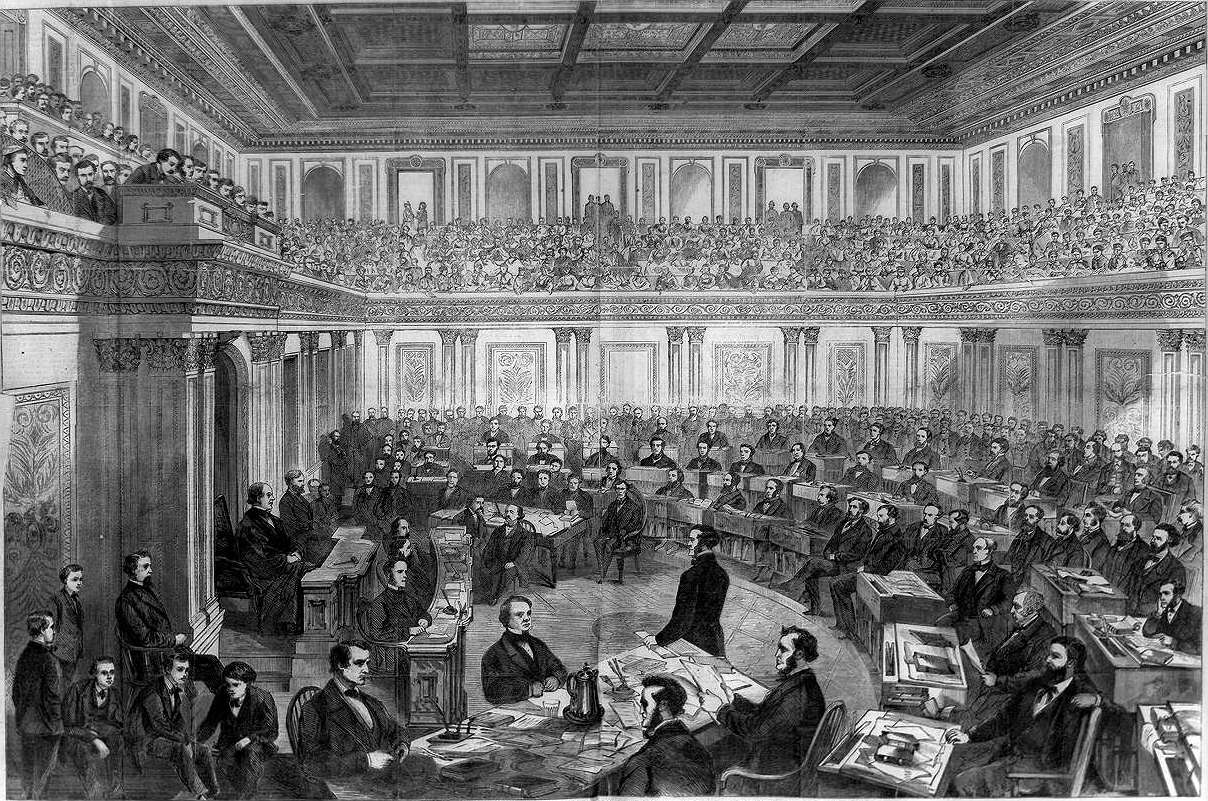
Der US-Senat während des Amtsenthebungsverfahrens (1868)

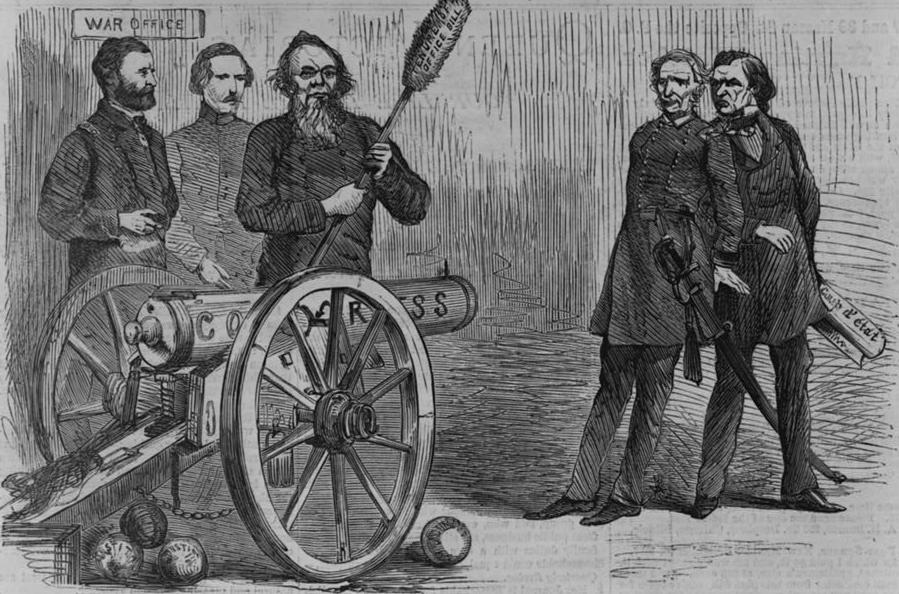
Karikatur zum Amtsenthebungsverfahren mit Andrew Johnson und seinem gewünschten Kriegsminister Lorenzo Thomas (beide rechts dargestellt). Der anklagende Kongress wird als eine Kanone abgebildet.

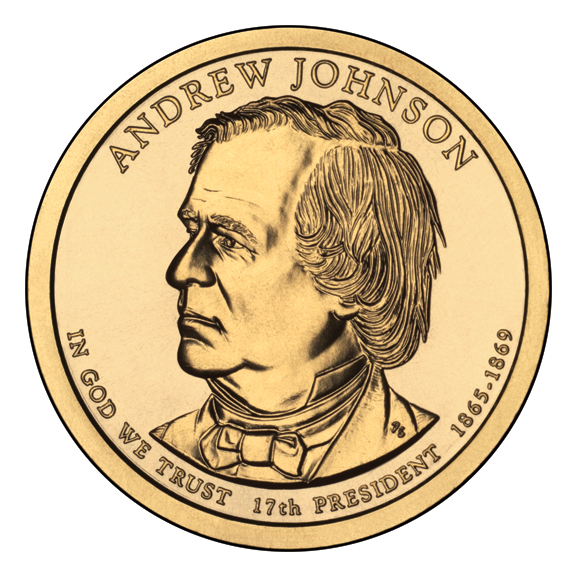
Andrew Johnson auf einem Präsidentendollar

Bereits über den Sommer und Herbst 1867 gelangten einige Republikaner im Kongress zu der Auffassung, die Lösung der anhaltenden Konflikte mit dem Präsidenten liege in der Amtsenthebung Johnsons. Viele Radikale Republikaner äußerten, „die Reconstruction könne am Widerstand eines starrsinnigen Präsidenten scheitern“. Daher begann man, in den entsprechenden Parlamentsausschüssen nach Beweisen für ein rechtswidriges Handeln Johnsons zu suchen, die eine Absetzung rechtfertigen würden (anders als in parlamentarischen Demokratien kann im Präsidialsystem der USA der Regierungschef nicht aus politischen Gründen, sondern nur bei illegalen Handlungen des Amtes enthoben werden). Als Johnson gegen den Willen der Abgeordneten zwei weitere, ihm unliebsame Generäle im Süden entließ, verhärteten sich die Fronten zwischen ihm und der Kongressmehrheit weiter.
Im Spätsommer 1867, während der Senat nicht tagte, versuchte Johnson, aufgrund politischer Differenzen Kriegsminister Edwin M. Stanton, der schon unter Lincoln gedient hatte, aus dem Amt zu entlassen. Als der sich weigerte, zurückzutreten, setzte Johnson General Grant als geschäftsführenden Minister ein. Grant folgte der Aufforderung des Präsidenten, äußerte jedoch erhebliche Zweifel an der Rechtmäßigkeit des präsidialen Handelns. Das war der Wendepunkt: Nachdem der Kongress im November 1867 wieder zusammengetreten war, brachte der Justizausschuss eine Resolution ins Repräsentantenhaus ein, dem Senat die Amtsenthebung des Präsidenten vorzuschlagen. Dieser erste Entwurf wurde jedoch am 7. Dezember 1867 mit klarer Mehrheit abgelehnt (57 gegen 108). Vorausgegangen waren lange Debatten im Kongress, ob Johnson tatsächlich illegale Aktivitäten oder „schwerste Verbrechen gegen die Vereinigten Staaten“ vorzuwerfen seien, wie es die Verfassung als Voraussetzung eines Impeachments vorschrieb.
Da Kriegsminister Stanton formal immer noch im Amt war, ersuchte Johnson im Januar 1868 den Senat um die Entlassung des Ministers. Außerdem unterrichtete er die Senatoren, er habe Grant als Interims-Minister eingesetzt. Der Senat wies den Antrag des Präsidenten zurück und erklärte, Stanton und nicht Grant sei mit der Leitung des Kriegsministeriums betraut. Obwohl Johnson sich weigerte, dies anzuerkennen, zog sich Grant mit Verweis auf den Senatsbeschluss zurück. Der im Volk beliebte General wurde ohnehin bereits als republikanischer Präsidentschaftskandidat für die Wahl Ende des Jahres gehandelt. Nach Grants Rückzug setzte sich Johnson dennoch über den Senat hinweg, indem er Stanton für entlassen erklärte und den Bürgerkriegsgeneral Lorenzo Thomas zum neuen Kriegsminister ernannte. Stanton blieb jedoch faktisch auf seinem Posten, da das Vorgehen des Präsidenten ohne Billigung des Senats formal unwirksam war.
Mit seinem Vorgehen erreichte die Konfrontation zwischen Johnson und dem Kongress einen neuen Höhepunkt; am 24. Februar 1868 stimmte das Repräsentantenhaus mit 128 gegen 47 für die Einleitung eines Amtsenthebungsverfahrens gegen den Präsidenten. Es war das erste Impeachment gegen einen amerikanischen Präsidenten überhaupt (derartige Pläne hatte es schon gegen John Tyler 1842 gegeben, allerdings waren sie aufgrund ihrer Substanzlosigkeit bereits in den Ausschüssen verworfen worden). Medial fand das Verfahren sehr hohe Resonanz. Hauptanklagepunkt war die Verletzung des Tenure of Office Acts: Johnson habe sich mit Stantons Entlassung und der Berufung von Thomas ohne Senatsbilligung rechtswidrig verhalten. Nach Verabschiedung der Resolution im Repräsentantenhaus begann der Senat mit den Beratungen. Ihm kommt in dem Verfahren die Rolle eines Gerichts zu, das mit Zweidrittelmehrheit den Präsidenten absetzen kann. Während der rund dreimonatigen Beratungen äußerte sich Johnson auf Rat seiner Berater öffentlich weder zu den Anschuldigungen noch zum Impeachment selbst. Hinter den Kulissen jedoch sprach er mit gemäßigten Republikanern und sicherte diverse Zugeständnisse bei seiner künftigen Amtsführung zu, sollte er der Absetzung entgehen. So erklärte er gegenüber Senator James W. Grimes, er werde künftig die Reconstruction-Politik des Kongresses nicht mehr aktiv behindern. Als am 16. Mai 1868 über den weitestgehenden Antrag, Punkt 11, abgestimmt wurde, votierten 35 Senatoren für schuldig, 19 für nicht schuldig. Eine erneute Abstimmung am 26. Mai über zwei weitere Anklagepunkte brachte das gleiche Ergebnis. Damit wurde die zur Absetzung notwendige Zweidrittelmehrheit mit einer Stimme verfehlt, sieben Republikaner hatten sich gegen die Parteilinie gestellt.
Neben den Zugeständnissen, die Johnson machte, erklärt der Historiker David O. Steward Johnsons letztendlichen Freispruch mit dem noch geringeren Vertrauen in seinen potentiellen Nachfolger. Da durch Johnsons Aufrücken ins höchste Staatsamt nach Lincolns Ableben das Amt des Vizepräsidenten für den Rest der Amtszeit unbesetzt blieb (die gesetzliche Regelung zur nachträglichen Ernennung eines Vizepräsidenten wurde erst 1967 mit dem 25. Verfassungszusatz geschaffen), hätte gemäß der damals gültigen Fassung des Presidential Succession Act der Präsident pro tempore des Senats die Amtsgeschäfte übernehmen müssen. 1868 war das Benjamin Wade, ein Radikaler Republikaner, dem auch von gemäßigten Republikanern ein allzu harter Wille zur Bestrafung des Südens bescheinigt wurde. Wade wurden auch Ambitionen auf das Präsidentenamt nachgesagt, und als kommissarischer Präsident hätte er bei der Wahl im November 1868 eine deutlich bessere Ausgangsposition gehabt. Ein Zeitungsartikel aus dieser Zeit formulierte: „Andrew Johnson ist unschuldig, weil Ben Wade schuldig ist, sein Nachfolger zu sein“.
Historiker erklären das Zögern einiger Senatoren, für eine Amtsenthebung Johnsons zu votieren, auch mit der signifikanten verfassungsrechtlichen Bedeutung, da im Falle einer Absetzung ein Präzedenzfall geschaffen worden wäre. Aus dem Freispruch wurden folgend überaus restriktive Rechtsmaßstäbe abgeleitet, womit das Impeachment künftig als rein politische Waffe gegen den Präsidenten ausfiel. Das nächste Amtsenthebungsverfahren wurde erst mehr als ein Jahrhundert später, im Jahr 1974 gegen Richard Nixon aufgrund der Watergate-Affäre, eingeleitet. Sowohl beim Watergate-Skandal als auch der gescheiterten Amtsenthebung von Bill Clinton 1999 wurden medial Parallelen zu Johnson 1868 gezogen.

### Außenpolitik

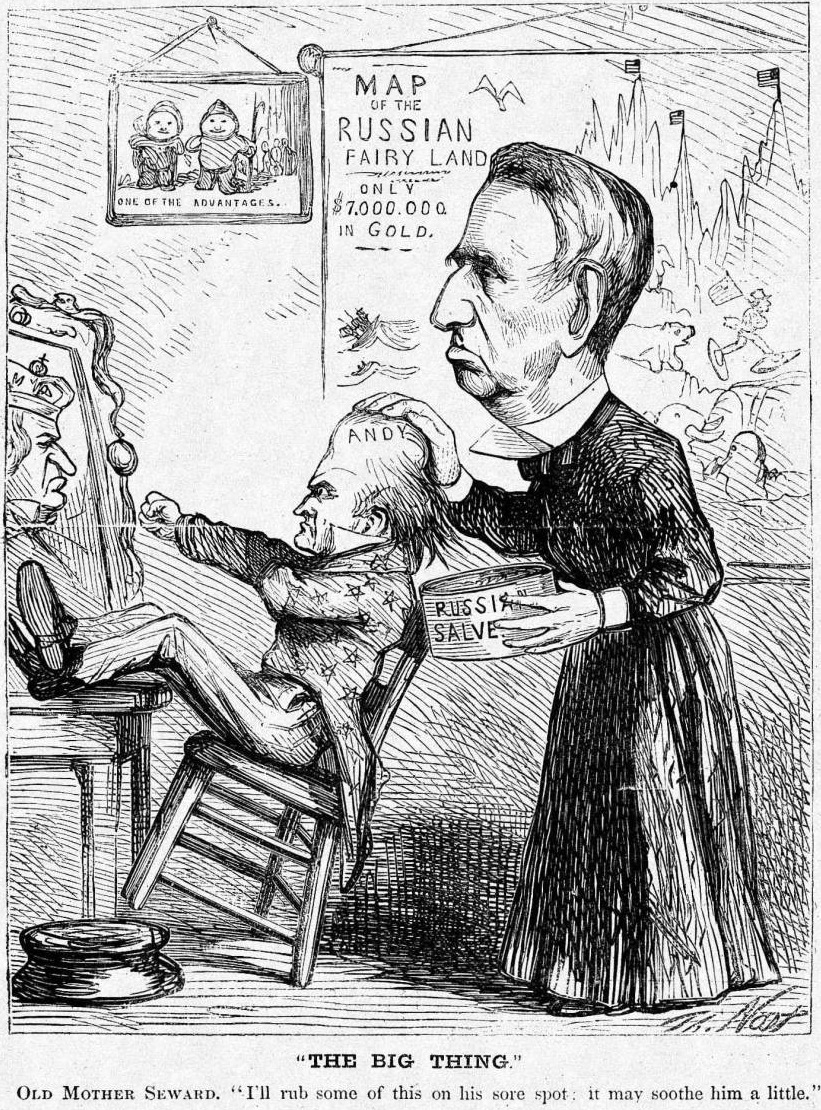
Karikatur von Außenminister Seward (rechts) und Johnson zum Alaska Purchase

Johnson behielt nach seinem Amtsantritt Lincolns Außenminister William H. Seward bis zum Ende seiner Amtszeit 1869 bei. Beide Politiker kamen überein, dass es keine Neuausrichtung der Außenpolitik geben werde. Damals spielten aufgrund der starken Fokussierung auf die Reconstruction auswärtige Angelegenheiten nur eine untergeordnete Rolle. Zur Zeit von Johnsons Amtsübernahme hatte Frankreich bereits in Mexiko interveniert, mit dem Ziel, den Konservativen in Mexiko nach dem bereits verlorenen Bürgerkrieg nachträglich zur Macht zu verhelfen und eine von Frankreich abhängige Monarchie zu installieren. Die US-Regierung verurteilte dieses Vorgehen entschieden und forderte Frankreich zum Abzug seiner Truppen auf. Die Präsenz der europäischen Macht in einem Nachbarland der USA wurde gemäß der Monroe-Doktrin als unzulässige Einmischung in die amerikanische Hemisphäre angesehen. Johnson konnte sich zunächst eine harte, sogar eine gewaltsame Reaktion auf das französische Vorgehen vorstellen, doch Seward trat mehr für Diplomatie hinter den Kulissen ein. Damit konnte er auch den Präsidenten überzeugen, der ihm bei den Gesprächen freie Hand ließ. Sewards Bemühungen zeigten insofern Wirkung, als sich die französische Regierung zum schrittweisen Abzug ihrer Soldaten bereit erklärte, was bis November 1867 vollzogen wurde.
Wichtigstes außenpolitisches Ereignis von Johnsons Präsidentschaft war der Kauf Alaskas von Russland zu einem Preis von 7,2 Millionen Dollar (nach heutiger Kaufkraft 158 Millionen Dollar). Dieses Vorhaben trieb Seward sehr aktiv voran, wobei ihm der Präsident große Freiheit einräumte. Neben dem amerikanischen Expansionsstreben nach der Ideologie des Manifest Destiny begründete der Außenminister den Ankauf auch mit einem Dienst an Russland. Während des Bürgerkrieges war Russland, anders als das Vereinigte Königreich, als Verbündeter der Nordstaaten aufgetreten, befand sich jedoch 1867 in akuter Geldnot. Damit war der Verkauf des rund 1,7 Millionen Quadratkilometer umfassenden Territoriums eine willkommene Einnahmequelle für das Zarenreich. Der Senat der Vereinigten Staaten ratifizierte den Vertrag am 9. April 1867. Jedoch wurde die Bewilligung der zum Kauf Alaskas benötigten Geldmenge aufgrund des Widerstandes innerhalb des Repräsentantenhauses um über ein Jahr verzögert.

### Indianerpolitik
Johnson verfolgte Fragen der Indianerpolitik recht genau und griff mehrfach an wichtigen Stellen ein. Sein Innenminister James Harlan, zunächst für Indianerangelegenheiten von erheblicher Bedeutung, strebte an, die Einrichtung eines entsprechenden Territoriums unter Bundesaufsicht durchzusetzen, indem er das Indianerterritorium mit der Harlan Bill (Senate Bill No. 459) dem Eisenbahnbau und der wirtschaftlichen Nutzung zu öffnen versuchte. Der Senat lehnte dieses Vorhaben, das dem Gebiet einen beinahe kolonialen Status verliehen hätte, jedoch ab.
Präsident Johnson setzte im Juli 1865 einen Freund des Innenministers, Dennis Nelson Cooley, als Commissioner für indianische Angelegenheiten ein. Dieser verhandelte mit den beiden zerstrittenen Cherokee-Gruppen im Indianerterritorium, wobei er mit der südlichen Gruppe eine Einigung erzielte. Doch lehnte es der Präsident ab, den Vertrag dem Senat vorzulegen. Der Commissioner musste erneut verhandeln, was letztlich dazu führte, dass ein beide Gruppen umfassender, einheitlicher Vertrag unterzeichnet und vom Senat angenommen wurde. Dies wiederum verhinderte das Auseinanderbrechen des Stammes, der heute den größten Nordamerikas darstellt.
Im November 1868 schloss die Bundesregierung den Vertrag von Fort Laramie 1868, der das Gebiet des gesamten heutigen Bundesstaates South Dakota westlich des Missouri einschließlich der Black Hills als Indianerland zur uneingeschränkten und unbehelligten Nutzung und Besiedlung durch die Great Sioux Nation auswies. Aufgrund eines in den 1870er-Jahren einsetzenden Goldrauschs hatte diese Vereinbarung de facto jedoch keine dauerhafte Gültigkeit. Da die Indianer eine ihnen zugesprochene Geldentschädigung nicht akzeptieren und das Land zurückfordern, ergeben sich daraus bis heute Streitigkeiten zwischen den Stämmen und der Bundesregierung.
Relevant in Bezug auf die Indianerpolitik war außerdem, dass der 14. Verfassungszusatz in Reservaten lebende Indianer nicht zu amerikanischen Staatsbürgern machte. Da dies jedoch, anders bei Afroamerikanern, nicht strittig war, ergaben sich hieraus keine Differenzen zwischen dem Kongress und der Johnson-Regierung.

### Wahl 1868 und Beendigung der Amtszeit

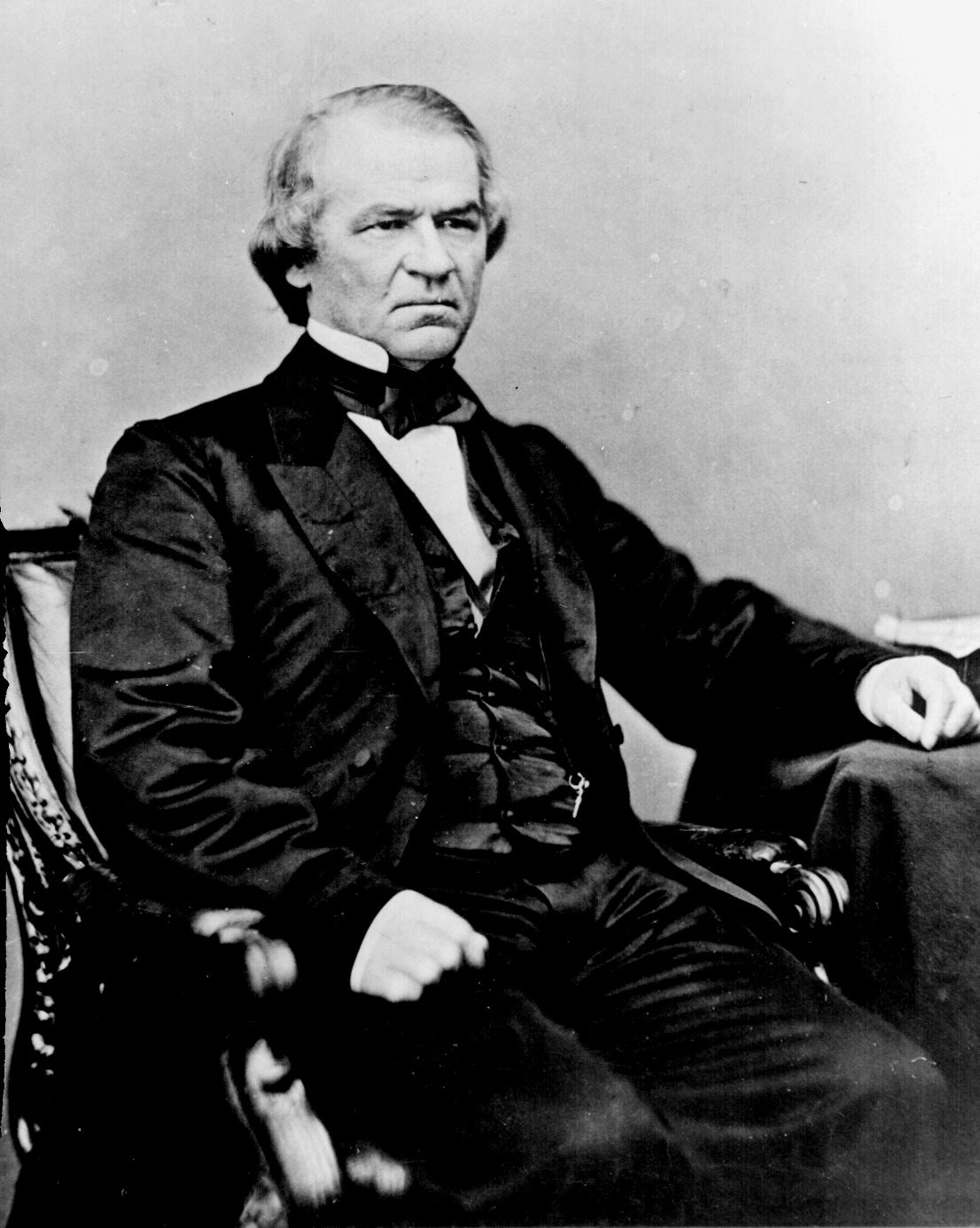
Fotografisches Porträt Johnsons zu seiner Zeit als Präsident

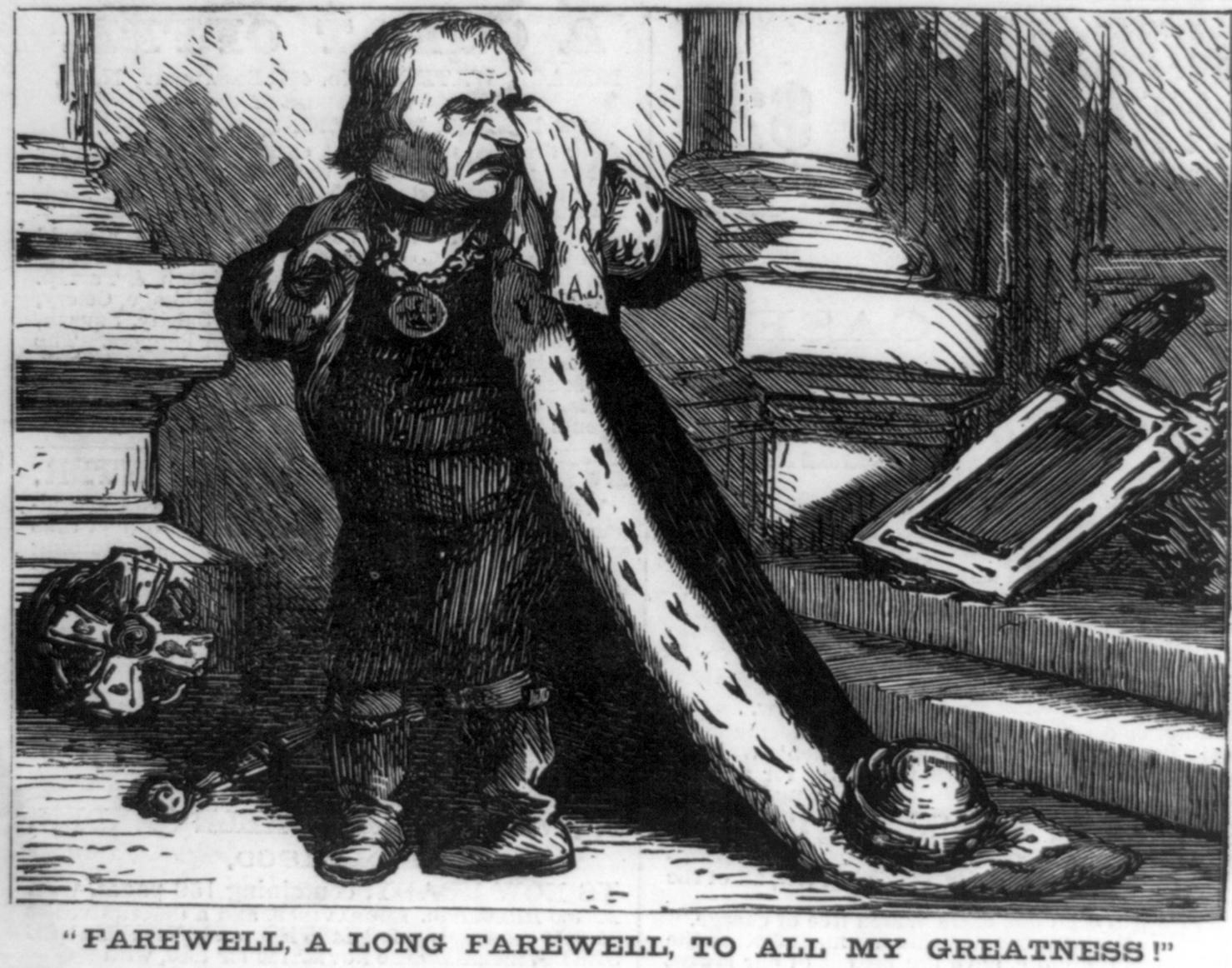
Farewell to all my greatness, Karikatur Thomas Nasts zum Ende von Johnsons Amtszeit (1869)

Anfang Juli 1868 hielt die Demokratische Partei ihren Nominierungsparteitag für die im November anstehende Präsidentschaftswahl ab, bei der Johnson antreten wollte. Im ersten Wahlgang erhielt er 65 Delegiertenstimmen und erreichte damit nach George H. Pendleton, der von Beginn an als Favorit angesehen wurde, nur das zweitbeste Ergebnis. Dessen 105 Stimmen reichten indes ebenfalls nicht zur Nominierung aus. Mit jedem weiteren Abstimmungsdurchlauf verlor der Amtsinhaber kontinuierlich an Unterstützung, zuletzt stand nur noch die Delegation aus Tennessee hinter ihm. Im 23. Durchlauf wurde schließlich der New Yorker Gouverneur Horatio Seymour aufgestellt. Besonders Delegierte aus dem Norden hatten Johnsons Kandidatur vereitelt. Aber auch Delegierte aus dem Süden waren zu der Erkenntnis gelangt, dass angesichts der heftigen politischen Konflikte in den zurückliegenden Jahren eine Wiederwahl Johnsons ein aussichtsloses Unterfangen war.
Nach seiner Niederlage auf dem Parteitag waren auch die letzten acht Monate von Johnsons Präsidentschaft von Konflikten mit dem Kongress geprägt. Obwohl er sich nicht mehr aktiv der Reconstruction-Politik der Legislative in den Weg stellte, machte er weiterhin rege von seinem Vetorecht Gebrauch, etwa gegen ein Gesetz, das ihn verpflichtete, die Ratifizierung des 14. Verfassungszusatzes von einigen Südstaaten schneller dem Kongress zu übermitteln (was Johnson absichtlich verzögerte). Auch dieses Gesetz wurde gegen das Veto des Präsidenten erlassen. Im Herbst 1868 übermittelte er dem Kongress mehrere Vorschläge, etwa die Amtszeit des Präsidenten auf sechs Jahre zu verlängern und eine Wiederwahl auszuschließen. Auch forderte er eine Amtszeitbegrenzung für Bundesrichter. Die Abgeordneten ignorierten jedoch diese Vorschläge.
Im Wahlkampf zwischen Seymour und General Grant, der von den Republikanern aufgestellt worden war, spielte der scheidende Präsident praktisch keine Rolle. Obwohl sich Seymour seine Fürsprache erhofft hatte, erwähnte der Präsident den demokratischen Bewerber nur einmal im Oktober gegen Ende des Wahlkampfes. Eine offizielle Unterstützungserklärung erfolgte nicht. Die Präsidentschaftswahl am 3. November 1868 konnte der politisch unerfahrene, aber aufgrund seiner Leistungen als Befehlshaber im Bürgerkrieg sehr populäre Grant für sich entscheiden. In den verbleibenden vier Monaten bis zur Amtsübergabe im März 1869 erließ Johnson noch mehrere Begnadigungen für ehemalige Konföderierte. So begnadigte er zu Weihnachten 1868 auch den früheren Südstaaten-Präsidenten Jefferson Davis. In seiner letzten Jahresbotschaft an den Kongress im Dezember 1868 sprach er sich nochmals eindringlich für die Rücknahme des Tenure of Office Act aus.
Johnsons Amtszeit als Präsident endete turnusgemäß am 4. März 1869 mit der Amtseinführung von Ulysses S. Grant. Entgegen der Tradition weigerte sich der scheidende Präsident, an der Zeremonie teilzunehmen. Von gegenseitiger Abneigung geprägt, machte auch Grant im Vorfeld deutlich, er wolle nicht mit Johnson in derselben Kutsche zu den Feierlichkeiten fahren, wie es bei präsidialen Amtsübergaben bisher und auch später üblich war. Erst 152 Jahre später, am 20. Januar 2021, ergab sich erneut die Situation, dass der Vorgänger (Donald Trump) nicht an der Amtseinführung seines Nachfolgers (Joe Biden) teilnahm.

## Nach der Präsidentschaft

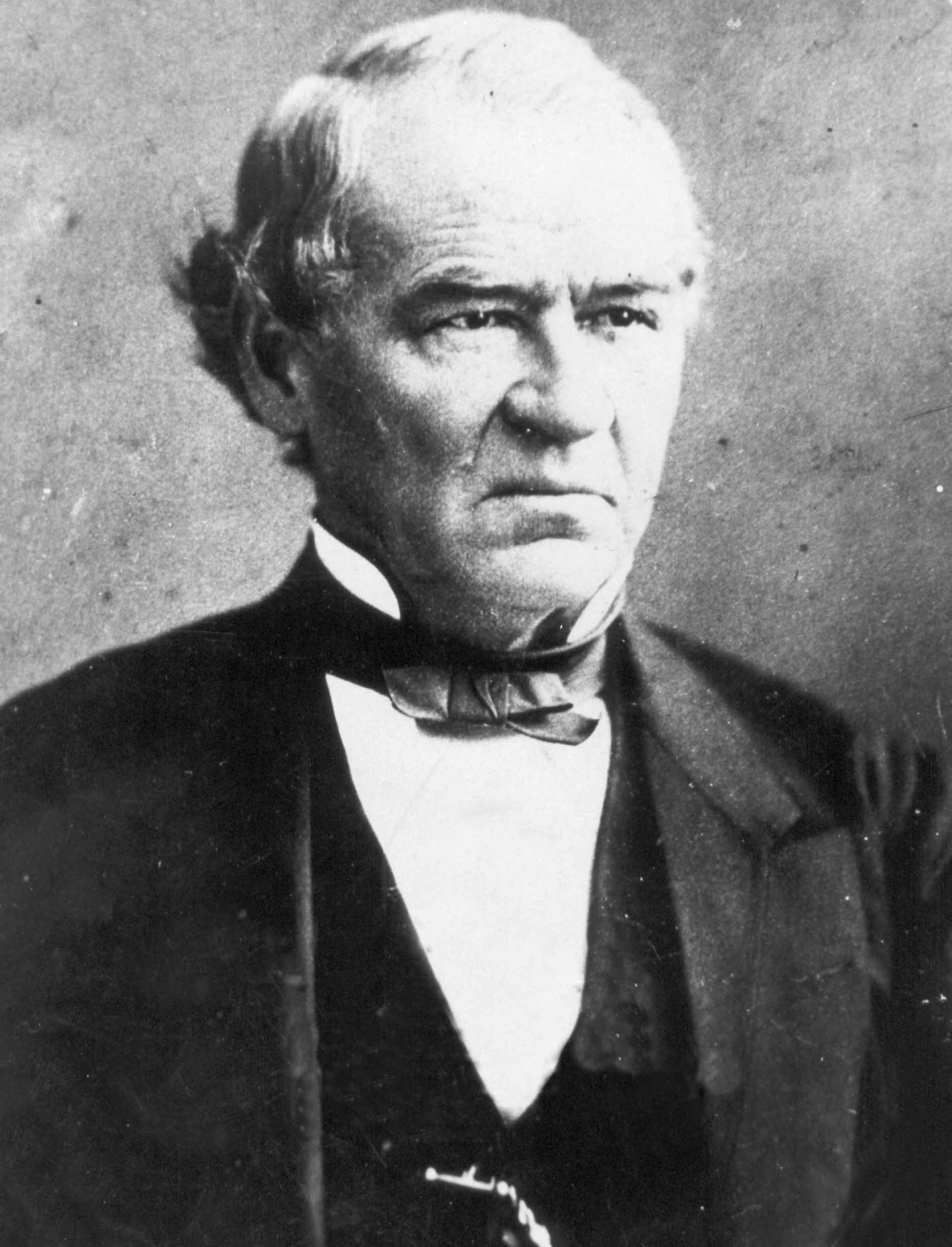
Andrew Johnson im Februar 1875

Anders als andere amerikanische Präsidenten sah Johnson seine politische Karriere nach dem Ende seiner Amtszeit nicht als beendet an. Der vorübergehende Rückzug ins Privatleben langweilte Johnson offenbar; auch suchte er eine neue Aufgabe, nachdem er 1869 mit dem Suizid seines Sohnes Robert einen privaten Verlust hatte hinnehmen müssen. Wie bereits von politischen Beobachtern erwartet, kandidierte Johnson im Herbst 1869 erneut für den Senat, nachdem die Demokraten in der State Legislature von Tennessee wieder die Mehrheit erlangt hatten. Dennoch gab es auch in den eigenen Reihen Widerstand, sodass ihm schließlich bei einem Wahlgang nur eine Stimme zum Sieg fehlte. Siegreich ging Henry Cooper aus dieser Abstimmung hervor, der sich mit 54 gegen 51 Stimmen durchsetzte. Im Sommer 1872 kandidierte Johnson für den einzigen Kongresswahlbezirk von Tennessee für das Repräsentantenhaus. Obwohl die Demokraten nicht ihn, sondern Benjamin Franklin Cheatham nominierten, trat er als Parteiloser zur Wahl an. Da somit die Stimmen der demokratischen Stammwähler auf zwei Bewerber verteilt wurden, konnte der Republikaner Horace Maynard die Wahl für sich entscheiden.
Im Januar 1875 wurde Johnson dann beim dritten Anlauf durch die State Legislature von Tennessee nochmals in den Senat gewählt. Sein überraschender Triumph fand landesweit große Rezeption in den Printmedien. Die Zeitung St. Louis Republican reflektierte es als „den prächtigsten persönlichen Triumph, welchen die Geschichte der amerikanischen Politik aufweisen kann“. Johnson ist bis heute der einzige Präsident, der nach seiner Zeit im Weißen Haus in den Senat gewählt wurde. Außer ihm war lediglich John Quincy Adams nach der Präsidentschaft Mitglied im Kongress geworden, allerdings im Repräsentantenhaus. Im März 1875 legte Johnson den Eid als Senator ab. Während seiner kurzen Zeit im Senat kritisierte er die Politik von Präsident Grant und forderte diesen auf, die Besatzungstruppen der Union aus den Südstaaten abzuziehen. Grant wies dies jedoch zurück, der Abzug erfolgte erst 1877.
Andrew Johnson starb am 31. Juli 1875, kurz nach seinem Einzug in den Senat, nahe Elizabethton im Carter County, Tennessee im Alter von 66 Jahren an einem Schlaganfall. Er wurde vor Greeneville im heutigen Andrew Johnson National Cemetery beerdigt. Gemäß seinem Wunsch wurde er in eine amerikanische Flagge gehüllt, der eine Kopie der Verfassung beigelegt wurde.

## Nachwirkung

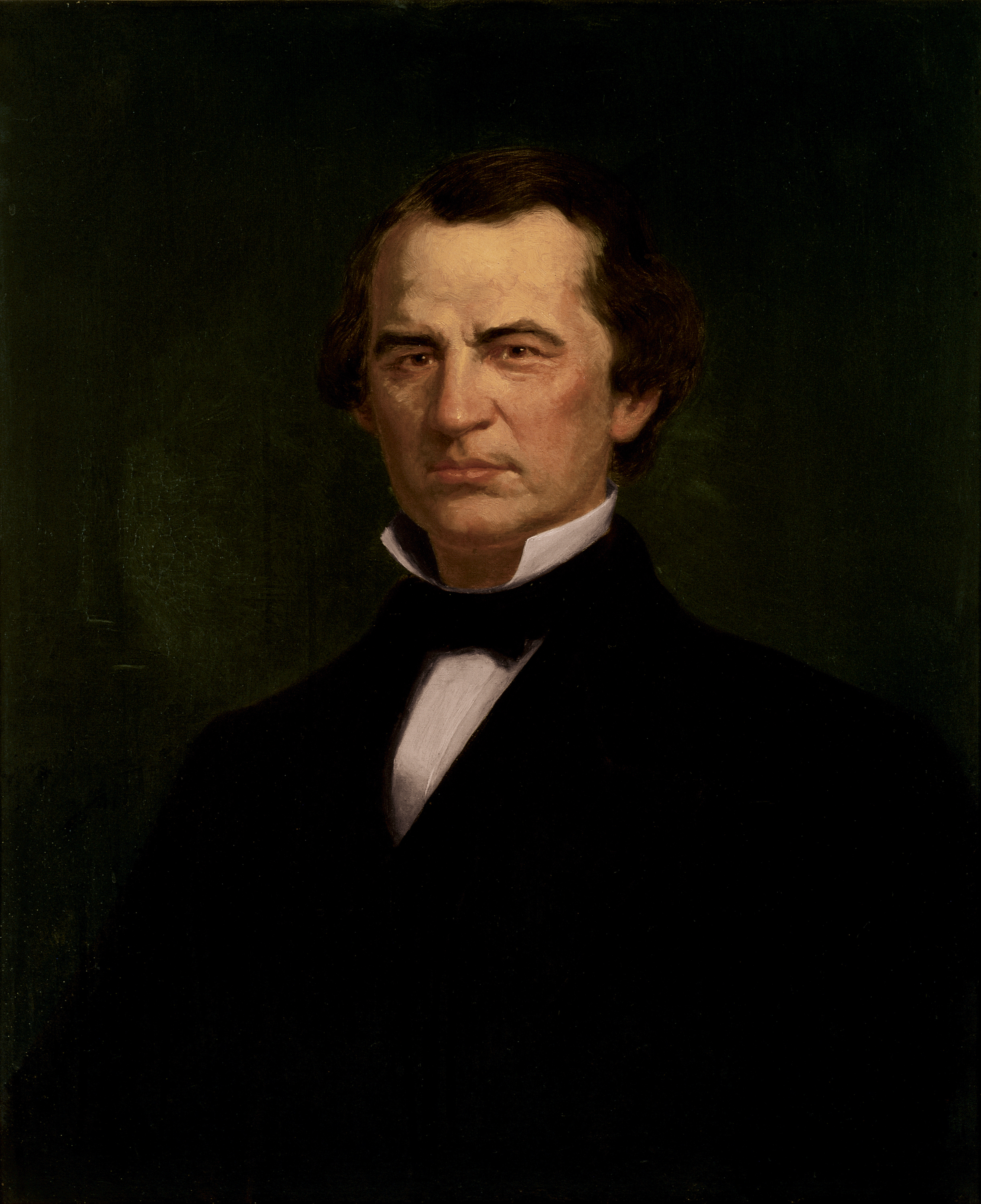
Offizielles Porträt Andrew Johnsons im Weißen Haus

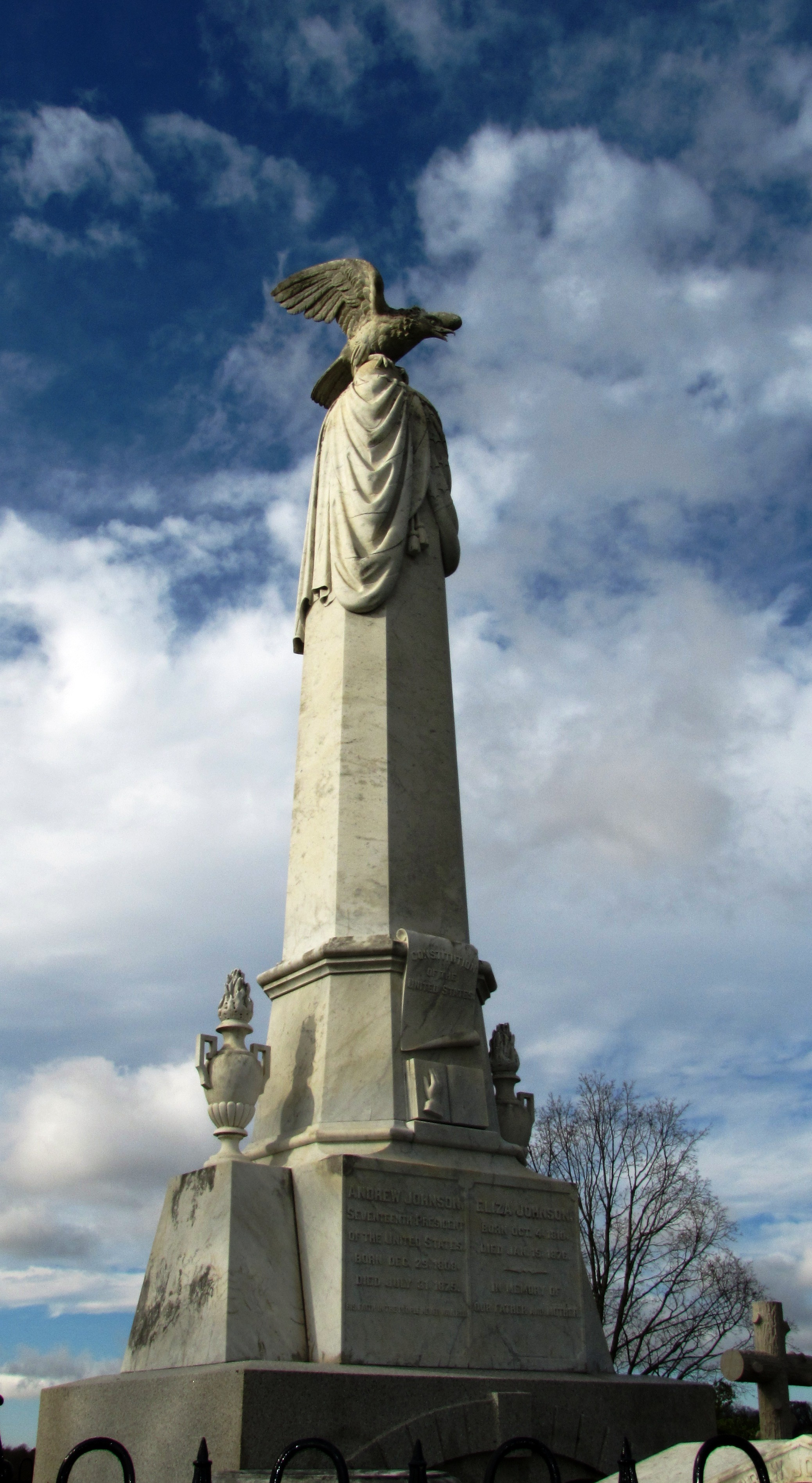
Grabmal Andrew Johnsons

Nach Umfragen unter Amerikanern gilt Johnson über Parteigrenzen hinweg als einer der am wenigsten geschätzten US-Präsidenten überhaupt. So belegte er bei einer Umfrage des Siena Colleges aus dem Jahr 2010 den letzten Platz der beliebtesten Präsidenten. Im jährlichen Presidential Historians Survey des Fernsehsenders C-SPAN belegte er im Jahr 2021 nur den 43. Rang unter 44 bewerteten Präsidenten.
Von Johnson-Biografen wie Hans L. Trefousse wird im 21. Jahrhundert vor allem seine unnachgiebige Haltung gegenüber dem Kongress im Rahmen der Reconstruction und seine damit verbundene Weigerung, Afroamerikanern mehr Rechte zuzugestehen, scharf kritisiert. Durch persönliche Sturheit und eine rassistische Weltanschauung, so Trefousse, sei Johnson nicht in der Lage gewesen, mit dem Kongress effektiv zusammenzuarbeiten. Die Historikerin Vera Nünning ist der Auffassung, durch Johnsons Politik sei die Chance vergeben worden, den nach dem Bürgerkrieg demoralisierten Südstaaten mittels politischem Druck die Gleichberechtigung der Schwarzen aufzuerlegen. Paradoxerweise habe jedoch Johnsons Blockadehaltung gegenüber mehr Rechten für Afroamerikaner den Kongress sowie die Parlamente der Bundesstaaten noch mehr dazu motiviert, den 14. und 15. Verfassungszusatz gegen seinen Willen durchzusetzen.
Wie der Johnson-Biograf Albert Castel feststellt, war das heute verbreitete negative Bild des 17. US-Präsidenten historisch aber keineswegs durchgängig. Gerade in den ersten Jahrzehnten des 20. Jahrhunderts, so Castel, erschienen auch positive Darstellungen zu Andrew Johnsons Amtsführung. Beispielsweise beschrieb der Historiker James Schouler in seinem Buch History of the Reconstruction Period von 1913 Johnson als weitsichtigen Politiker, der sich einem gegenüber dem Süden rachsüchtigen Kongress entschieden widersetzte und sich um eine faire Eingliederung der einstigen Konföderation bemühte. Woodrow Wilson, von 1913 bis 1921 selbst US-Präsident, setzte sich in den Jahren seiner akademischen Tätigkeit (vor seiner Amtszeit) ebenfalls mit dem 17. Präsidenten auseinander. So beschrieb er Johnson aufgrund seines sozialen Hintergrunds als politisch ungeschickt, gestand ihm jedoch zu, durchaus in der Tradition Lincolns gehandelt zu haben, indem er die Südstaaten mit Nachsicht behandelte. Lincoln hatte sich gegen Ende des Krieges tatsächlich für milde Aufnahmebedingungen ausgesprochen, um so die ehemalige Konföderation wieder in die USA integrieren zu können, ohne der (weißen) Bevölkerung des Südens ein Gefühl der Erniedrigung zu geben. Auch der Historiker William Archibald Dunning kam zu ähnlichen Schlussfolgerungen wie Wilson. Mit Beginn der Bürgerrechtsbewegung in den 1960ern, so Castel weiter, wurde Andrew Johnson dann wieder scharf für seine Politik gegenüber Schwarzen verurteilt, die bis in die 1960er-Jahre durch Rassentrennung und diskriminierende Wahltests weiterhin erhebliche Ungleichbehandlung erfuhren. Die Historikerin Vera Nünning hält jedoch fest, dass trotz der allgemein wenig positiven Sichtweise auf Johnson im 21. Jahrhundert sich die Geschichtsschreibung inzwischen um ein ausgewogeneres Bild bemühe, „indem die Schwächen auf seine soziale Herkunft und die im Süden vorherrschenden Werte und Normen zurückgeführt werden, denen er sich ebenso wenig wie die meisten seiner Landsleute entziehen konnte“. Ferner meint sie, Johnson habe das Ausmaß der Rassendiskriminierung im Süden deutlich realistischer als die republikanische Kongressmehrheit eingeschätzt. Die Johnson-Biografin Annette Gordon-Reed verweist auf Johnsons sozialen Hintergrund und die extrem schwierigen Zeiten, in denen er die Führung der USA antrat. Für sie hängt seine lebenslang feindliche Haltung gegenüber Schwarzen damit zusammen, dass er sie als diejenigen identifizierte, die in Kooperation mit den Plantagenbesitzern den Aufstieg der weißen Unterschicht in den Südstaaten blockierten.

## Im Film
Im Jahr 1942 erschien mit dem Film Tennessee Johnson eine Verfilmung vom Leben Andrew Johnsons mit Van Heflin in der Hauptrolle. Tennessee Johnson fand jedoch ein mehrheitlich negatives Echo; so kritisierte der Schauspieler Zero Mostel den Film, in dem Johnson als Vorkämpfer der Demokratie porträtiert wird, als zu glorifizierend. Ferner hielt sich die Verfilmung nicht immer an historische Gegebenheiten; beispielsweise erschien Johnson während des Amtsenthebungsverfahrens nie persönlich im Senat. Auch unter kommerziellen Gesichtspunkten war Tennessee Johnson kein Erfolg beschieden, da ein Verlust erwirtschaftet wurde.